# Ukrajna történelme

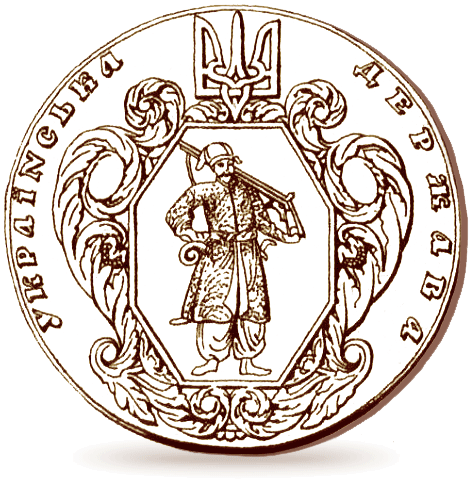
1918. július 18-án Pavlo Szkoropadszkij hetman által jóváhagyott ukrán állami kispecsét

Ukrajna – az ókorban és a kora középkorban Pontus-vidék – a kora újkorban tűnt fel elsőként politikai és földrajzi entitásként, elsősorban mint (etimológiája szerint is) lengyel–litván határvidék, majd a 19. századi nemzeti ébredés és a viszontagságos 20. század után 1991-ben jött létre a független Ukrajna. Ez a cikk nemcsak a keleti szlávságból kivált ukrán nép és Ukrajna történelmét dolgozza fel, hanem a földrajzi értelemben vett Ukrajna előtörténetét is bemutatja.
A mai Ukrajnáról szóló információk az Ukrajna cikkben találhatók, ahol az állam történetének rövidített változata is fellelhető.

## Ukrajna területe az ókorban
A mai Ukrajna területén az ókorban szkíták éltek. Az i. e. 7. században érkeztek meg a Krím félszigetre a görög gyarmatosítók. A görögök által alapított nagyobb városok: a dór Kherszonészosz (a mai Szevasztopol területén) illetve a ión Pantikapaion (a mai Kercs környékén) voltak. Az első időkben jellemző komolyabb kereskedelmi kapcsolatok az anyaország és a gyarmatok között hamarosan lazulni kezdtek. A Nagy Sándor-i időkben már mint független Boszporoszi Királyság létezett, később Pontosztól, majd Rómától függő terület. A gótok 236-os, majd a hunok kb. 375-ös betörése pár tengerparti kikötővároson kívül szinte mindent elpusztított. Az ókorban a Krím félsziget és környéke nagy mennyiségű gabonát, mézet és kendert exportált a fejlett államok felé, cserébe főként iparcikkeket és textíliákat kapott. Ukrajna északi részén feltételezhetően már az 1. században megjelentek a szláv néptörzsek, őket a 3–4. században germán törzsek, köztük a vizigótok követték.

## Ukrajna területe a középkorban

### Kora középkor
Az 5. századtól kezdve a Krím félsziget lakossága felvette a keresztény vallást, amint Bizánc megszerezte a területet. A 7. század körül kialakuló, a mai Ukrajna keleti felét is magában foglaló Kazár Kaganátusban a zsidó vallás államvallássá lett, ezért itt jelentős zsidó telepek jöttek létre.
Ukrajna területére feltehetően a 7. század körül érkeztek a magyarok. Etelköz és Levédia is a különböző tudományos elképzelések szerint Dél-Ukrajna területén található, ám pontos helyükről a történészek vitatkoznak. A magyarokat 893 körül a besenyők követték. A 9. században varég törzsek vonultak végig északról a Dnyeper folyó mentén új kereskedelmi telepeket alapítva. 860-ban így jött létre Kijev, amely később a keleti szlávok központi városává vált. 882 körül létrejött a Kijevi Rusz (vagy másik nevén a Kijevi Nagyfejedelemség), amely a Kárpátoktól egészen a Ladoga-tó partjáig terült el.
Az ukrán föld és az ukrán nép történetének korai szakasza a keleti szlávok, illetve a szláv népek összességének a történetéhez nyúlik vissza.
A legkorábbi említése a Kr. u. 1. évezred közepén keletkezett bizánci és arab forrásokban van a szláv népcsoportoknak. A régészeti kutatások és egyéb források alapján a szlávok „őshazájának” a Kárpátok és Balti-tenger, illetve az Elba és a Dnyeper közötti területeket tekintjük. Innen települtek szét a Kr.u. 6–7. században a nagy népvándorlás hullámaival. Nyugaton a Cseh-medence és a Keleti-Alpok térségéig jutottak, délen a Balkánra, keleten pedig a lovas nomádok által benépesült füves sztyeppékig. A keleti és északkeleti irányba vonuló népesség a folyók mentén, a földművelésre alkalmas helyeken telepedett le kis, mindössze néhány családból álló közösségekben. Vándorlásaik útvonalát a régészeti leletekből és a helynevek anyagából lehet csak rekonstruálni. A ritkán lakott Kelet-európai-síkságon a békés földművelő, szláv népesség megjelenése nem okozott megrázkódtatást, mivel az itt élő balti és finnugor népek szétszórt csoportjai mellett konfliktusok nélkül éltek. Terjeszkedésük során több török és finn elemet magukba olvasztottak. A 10–15. században a Fehér-tengerig jutottak el.
Nagyjából a 7–10. század időszakától ismertek egyes törzsek nevei, de ezek a nevek a 12. századra elvesztették jelentőségüket, mivel ekkortól a lakóhelyük szerint nevezték meg a különböző népcsoportokat. Az ukránok elődei sztyeppei nomádok közül először a kazárokkal kerültek összetűzésbe, mivel azok adófizetésre kötelezték a déli területeken élő földműves szlávokat. A kazárokat a magyar majd a besenyő törzsszövetséggel folyó harcok követték. A Kijevtől délkeletre felbukkanó nomád népekkel is gyakran kényszerültek harcra, de az is előfordult, hogy Kijev urai a kisebb csoportokat katonai szolgálatukba fogadták. A keleti szlávokkal kapcsolatba kerülő legfontosabb etnikum a vikingek voltak, akiket Európa keleti részén varégoknak neveztek. A varégok a jó üzlet reményében járták be a keleti szlávok lakta Kelet-európai-síkságot a Bizánci Birodalomig és a Kaszpi-tengerig. Ezek a felfegyverzett kalmárok a kereskedelmi útvonalaik mentén telepeket alapítottak, a stratégiailag fontos helyeket fegyverrel biztosították. Megjelenésük óriási szellemi hatással volt a térség lakóira.

### A Kijevi Rusz

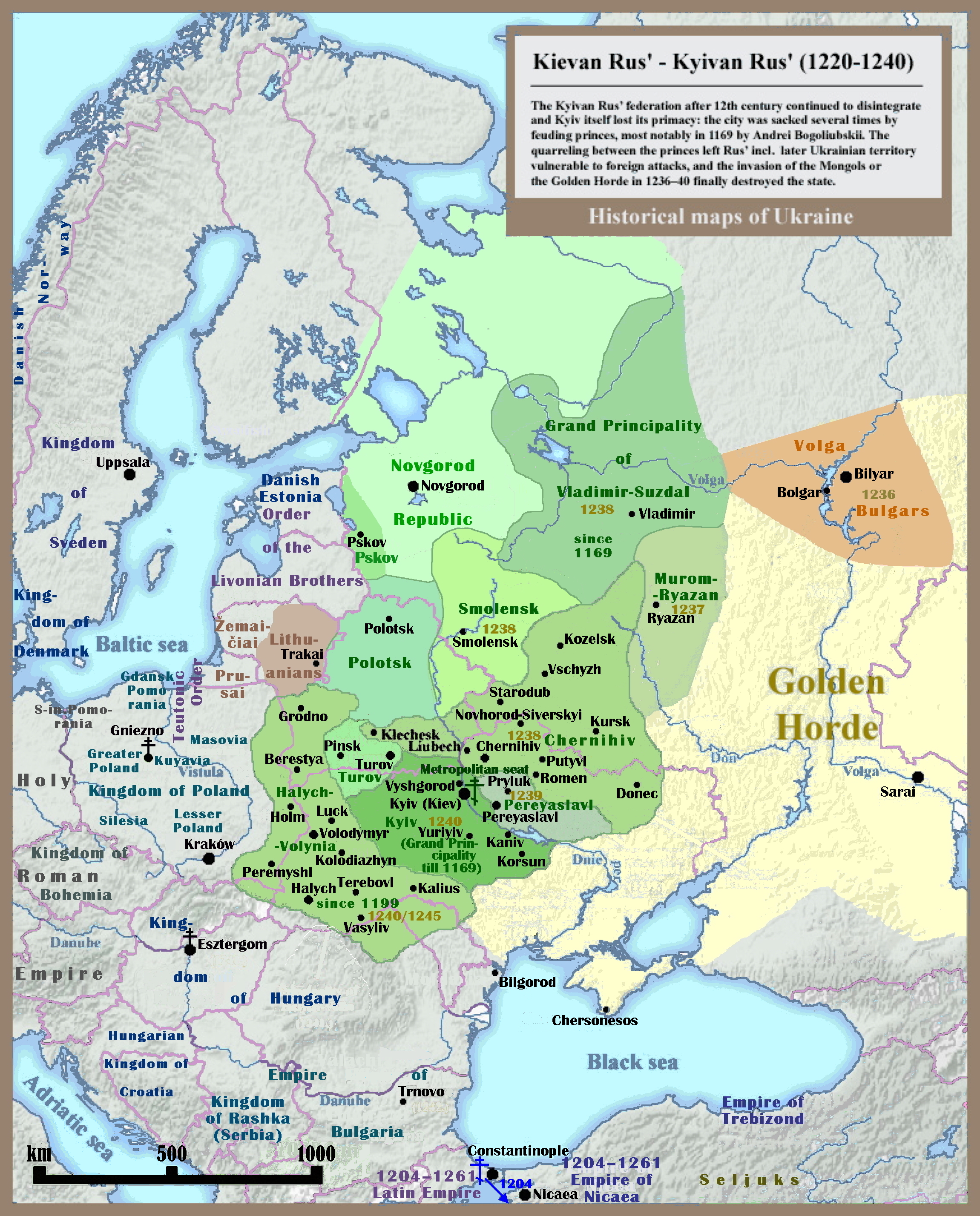
A kijevi Rusz 1240-ben, a mongol inváziót megelőzően

862-ben a mai Novgorod környéki finn és szláv törzsek fellázadtak a vikingek ellen, de hamarosan egymás ellen fordultak. Az orosz krónika szerint a felfordulás miatt a helyi vezetők újra behívták a varégokat, hogy „jöjjenek és uralkodjanak”. Rurik (kb. 830–879), két testvérével a varégok élén letelepedtek Holmgard körül. 882-ben Rurik utódja, Oleg bevette Kijevet és azt új birodalma: a Kijevi Rusz fővárosává tette.
Vlagyimir nagyfejedelem 988-ban felvette a kereszténységet. Egyéb keresztény jellegű építkezések mellett, ő alapította a Kijev melletti Pecserszka Lavra barlangkolostort is. Politikájával Róma helyett Bizánc felé fordult. 1054-ben Bölcs Jaroszláv nagyfejedelem halálával a birodalom fénykorának is vége szakadt, és az egységes állam kis fejedelemségekre (Novgorod, Szúzdal, Lodoméria, Halics, Vlagyimir stb.) esett szét. A legsúlyosabb csapást 1238 és 1240 között a Batu kán által vezetett mongol seregek mérték a keleti szlávokra: a későbbi ukrán területek – köztük Kijev is – az Arany Horda fennhatósága alá kerültek, ami véget vetett a Kijevi Rusz fennállásának is.

### A tatár hódítástól a lengyel–litván fennhatóságig
Az 1199-ben egyesített két nyugati fejedelemség, Halics (Galícia vagy magyarosan Gácsország) és Volhínia nem szűnt meg Kijev mongol elfoglalása (1240) után sem. A virágzó Halics-Volhíniai Fejedelemséget Magyarországhoz és Lengyelországhoz fűzték kulturális és kereskedelmi kapcsolatok, viszont a 12. századtól kezdve ezek az államok meg is akarták szerezni maguknak a fejedelemséget. Végül az 1380-as években Galícia lengyel, Volhínia pedig litván uralom alá került. Időközben a Litván Nagyfejedelemség egyre nagyobb területeket hódított meg a gyengülő mongol-tatár Arany Hordától, így megszerezte a majdani Fehéroroszország területét és a későbbi, nagy Ukrajna területét, beleértve Kijev vidékét is.
A 14. században több szomszédos állam is terjeszkedni kezdett Ukrajna felé, északnyugatról a Litván Nagyfejedelemség, nyugatról a Lengyel Királyság, északkeletről pedig a Moszkvai Nagyfejedelemség. A század közepére Halics Lengyelországhoz, Ukrajna északi vidéke Litvániához, a Kijevi Patriarchátus pedig Moszkvához került 1326-ban. Ezentúl a mongol befolyás alatt lévő Krím félszigeten található genovai birtokról, Kaffából indult 1346-ban az egész Európán átgázoló pestisjárvány.
1386-ban létrejött a Jagellók által vezetett lengyel-litván perszonálunió, amely a lengyel dominancia miatt sokszor csak Lengyel Királyság néven szerepel. Ez a 15. századtól mind délről, mind keletről egyre nagyobb fenyegetettségnek volt kitéve. A terjeszkedő Moszkvai Nagyfejedelemség a 15. század végére elfoglalta a mai Északkelet-Ukrajnát, délen pedig ugyanekkor a gyengülő Mongol Birodalom három részre szakadt: Kazanyi-, Asztrahányi- és Krími Kánságra. A Krími Tatár Kánság később, 1475-ben az Oszmán Birodalom hűbérese lett.

## Ukrajna területe a kora újkorban

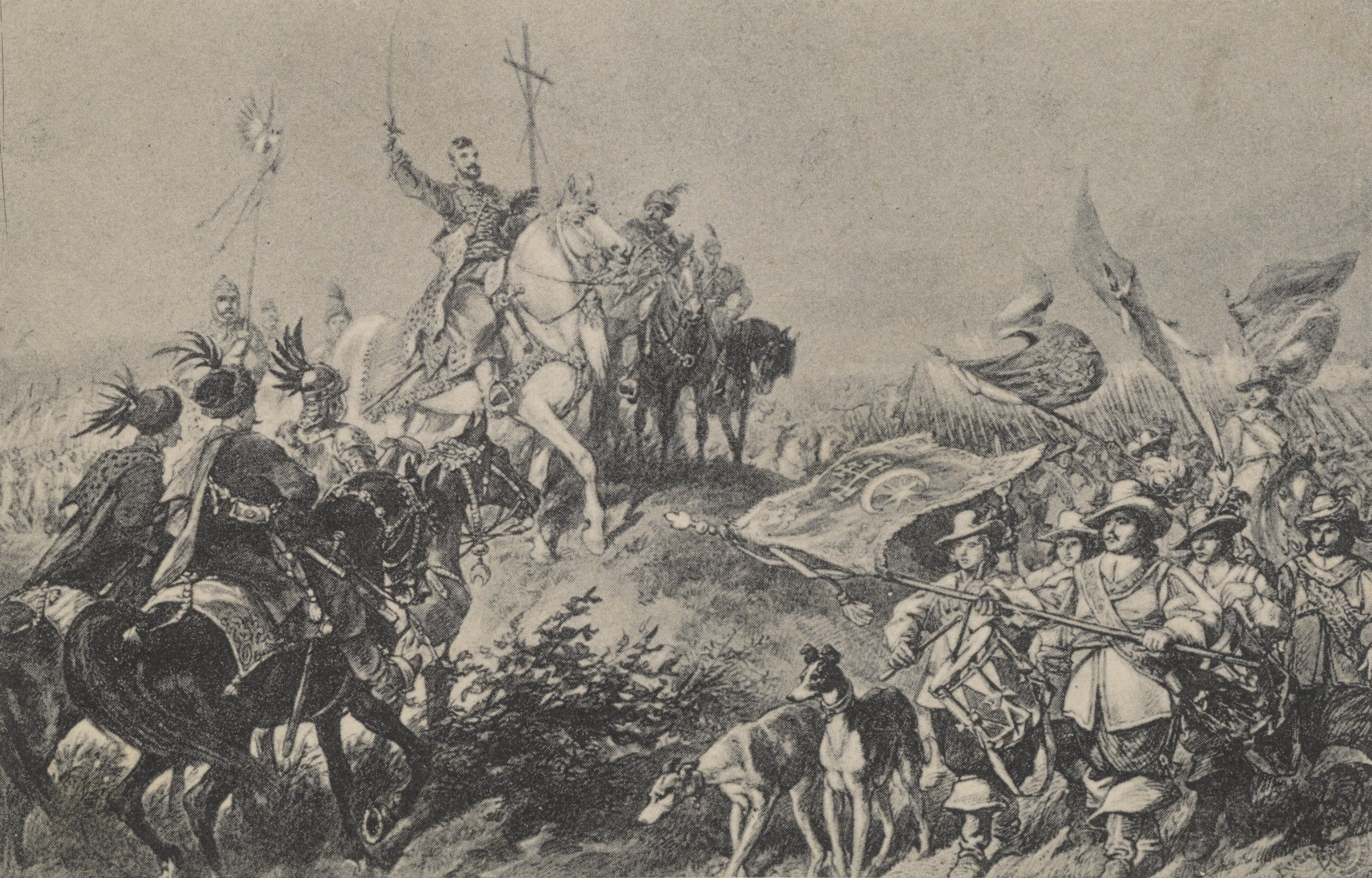
A beresztecskói csata (1648)

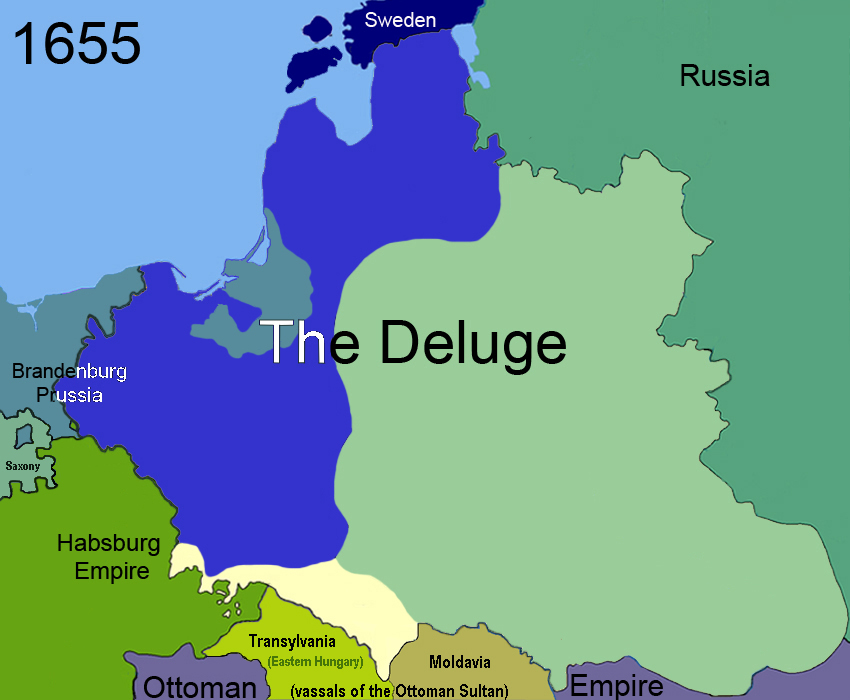
Lengyelország-Litvánia 1655-ben, az északi háború idején. A svédek által elfoglalt területek világoskékkel, az orosz fennhatóság alatt álló (ukrán és belorusz) területek világoszölddel jelölve

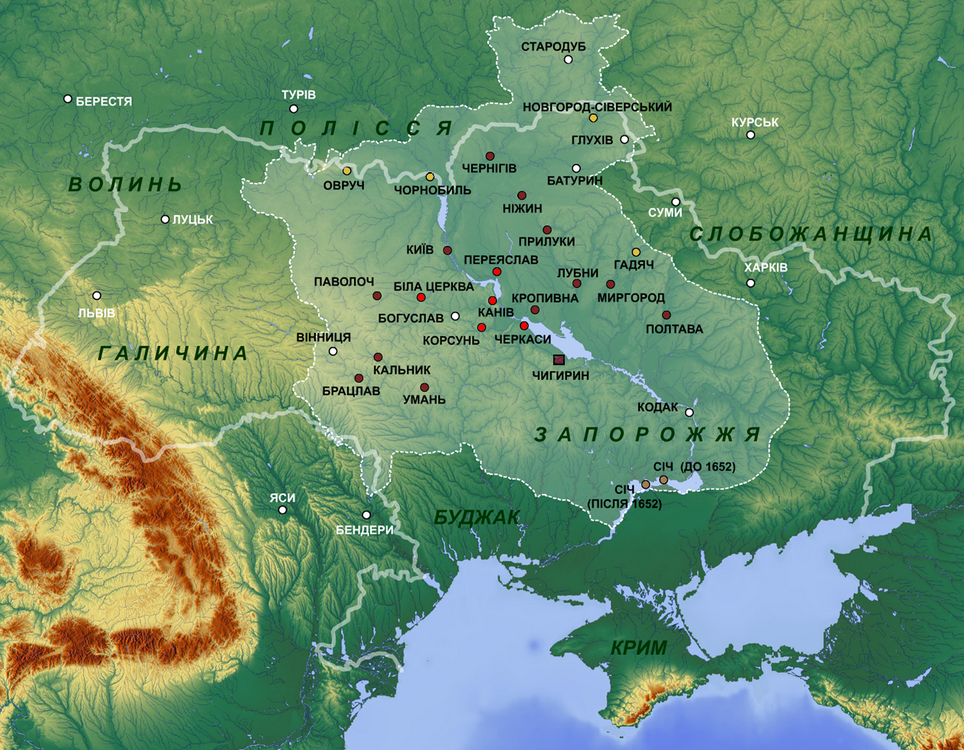
A kozák hetmanátus területe 1649–1654 között

A Hetmanátus (Zaporozsjei Had) címere

A keleti szlávok nyelvi és etnikai elkülönülését (oroszok, beloruszok, ukránok) jelentősen elősegítette, hogy Ukrajna területe a késő középkorban litván–lengyel fennhatóság alá került. Ennek következtében a korábban egyértelműen az ortodoxiához tartozó terület a nyugati és keleti kereszténység ütközőzónájává vált, a politikai és civilizációs törésvonal a Dnyeper mentén húzódott. Az ukrán nyelvű nemesség ellengyelesedett és katolizált, a lengyel nagybirtokosok számos települést hoztak létre, az Ukrajna fölötti lengyel fennhatóságot ugyanakkor komolyan veszélyeztette a 16. században Kelet-Európa nagyhatalmává váló Orosz Cárság és az Oszmán Birodalom. A 17. század derekán kezdődő kozák–lengyel majd orosz–lengyel háborúk során Ukrajna népességének jelentős része elpusztult.
1484-ben egy oszmán sereg elfoglalta Akkermant (Belgorod) és Kiliát, így terjeszkedésük során megközelítették Lengyelország területét. A 16. században a törökök elfoglalták Lengyelország déli és délkeleti vidékeit is, ahol aztán később megindult az önálló kozákság szerveződése. Az oszmánok vazallusának számító Krími Kánság rendszeres hadjáratai és portyái ugyanis hosszú távon a lengyel és az orosz határzóna militarizálódásához vezettek. Ennek következtében a határvidék militarizálódott lakói, a kozákok évi rendszerességgel támadták a krími kánságot. Ez az ütőképes katonaság vált jogállásának megsértésekor a lengyel államhatalom és nagybirtokosok, továbbá az 1596-os breszti vallásunió elleni ukrajnai parasztfelkelések vezető elemévé.
Az 1648-ban kirobbant felkelés több okra vezethető vissza, mint az ukrán parasztság túlzott kötelezettségei, a kozákokkal szembeni bánásmód a lengyel tisztek részéről, a rutén földek ortodoxainak ellenérzése a katolicizmus erőszakos terjesztésével szemben, illetve a kormányzat hozzáállása az ortodox egyházhoz és a ruténok tartózkodása a Ruszon belüli lengyel dominancia ellen; mind szerves részét képezték a kozák autonómiatörekvések kibontakozásának. A Bohdan Hmelnickij vezetésével 1648-ban felkelő zaporozsjei kozákok a krími tatárokra támaszkodtak, majd a fellázadt jobbágyokkal együtt Galícia és Volhínia területéig nyomultak előre. Mivel a lengyel erők a kezdeti kudarcok után 1651-ben sikereket értek el, ráadásul a krími erők többször elhagyták a csatateret, a felkelők 1654-ben hűségesküt tettek Alekszej orosz cárnak. A perejaszlavi szerződés azonnali változást eredményezett a kelet-európai szövetségi rendszerekben. A térség államai között fennálló stabilitást megbontotta az ukrajnai kozákság cári kötelékbe kerülése, amely nagymértékben megnövelte az orosz hadsereg hadipotenciálját. Az orosz-ukrán szövetség arra késztette a Krími Kánságot – a tatár–orosz tradicionális ellentét okán –, hogy szorosabbra fűzze a viszonyt a Rzeczpospolitával.
Az ukrajnai helyzet egyre inkább áttekinthetetlenné vált, amint a kozákok egyes csoportjai – egy átmeneti, svédellenes élű orosz-lengyel szövetség dacára – az oroszok ellenségeinek számító svédekkel, illetve II. Rákóczi Györggyel léptek szövetségre. A Lengyelország-Litvánia jelentős részét elfoglaló svéd-brandenburgi és erdélyi hadsereg vereségét követően, 1667-ben Oroszország és Lengyelország között felosztották Ukrajnát, az andruszovói béke értelmében a Bal parti Ukrajna évszázadokra orosz kézre került, míg a Jobb parti Ukrajna lengyel kézen maradt. Számos kozák nem érett egyet Ukrajna fenti megosztásával, így több támadást indítottak a Dnyepertől nyugatra a lengyelek ellen orosz, majd oszmán szövetségben. A lengyel és az orosz uralomban való csalódottság vezetett a rövid életű oszmán orientációhoz. 1668-ban Dorosenko kozák hetman, a Jobb parti Ukrajna vezetője behódolt az oszmánoknak, akik elfoglalták Kamenyecet és Kijevet is, de az orosz ellentámadás miatt ez a területszerzés nem lehetett tartós. A 17. század végén Lengyelország-Litvánia és az Orosz Cárság egyaránt belépett a Szent Ligába, a lengyel erők Moldvát támadták, az orosz csapatok az Azovi- és Fekete-tenger vidékéig jutottak.
Lengyelország meggyengülése és a svédek legyőzése után Moszkva megnyirbálta a Hetmanátus 1654-ben garantált státuszát; a kozákok távoli harctereken szenvedtek súlyos veszteségeket, míg Ukrajnában a centralizálást szolgáló orosz erők tartózkodtak nagy számban. A kozákok kiváltáságainak mellőzése miatt tört ki 1707-ben az oroszok ellen a Bulavin-felkelés, a függetlenségért küzdő kozákok lázadása, majd 1709-ben Ivan Mazepa és XII. Károly svéd király között jött létre egyezség. Azonban Poltavánál Nagy Péter orosz cár vereséget mért a svéd hadseregre, s innentől kezdve már csak idő kérdése volt, hogy mikor szippantja magába egész Ukrajnát az ekkor megszületett Orosz Birodalom.
1772-ben, Lengyelország első felosztásakor Galícia a Habsburg Birodalomhoz, Ukrajna többi része pedig Oroszországhoz került.

## Ukrajna orosz és osztrák uralom alatt

### Orosz fennhatóság alatt álló területek

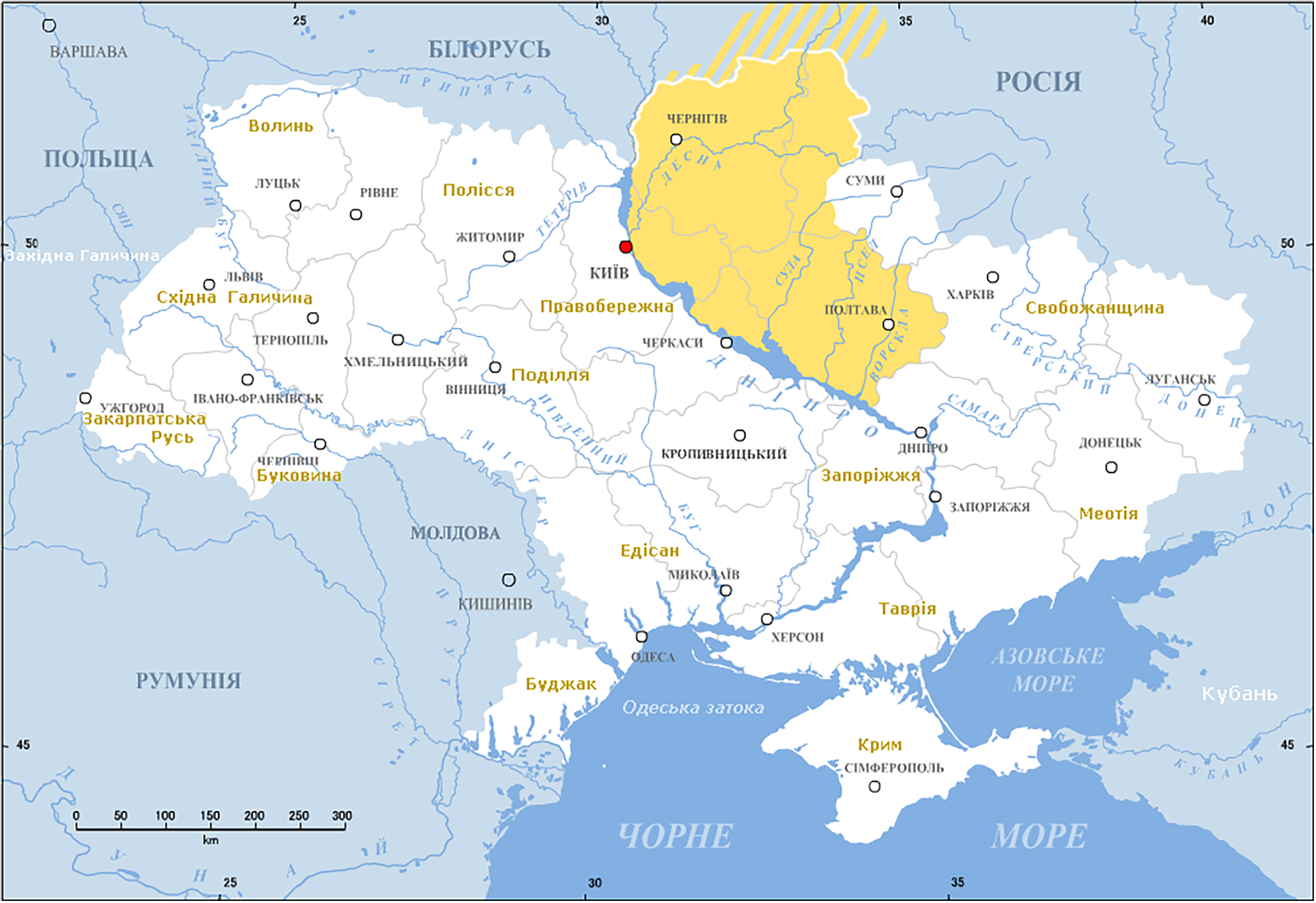
A Bal parti Ukrajna a mai Ukrajnán belül

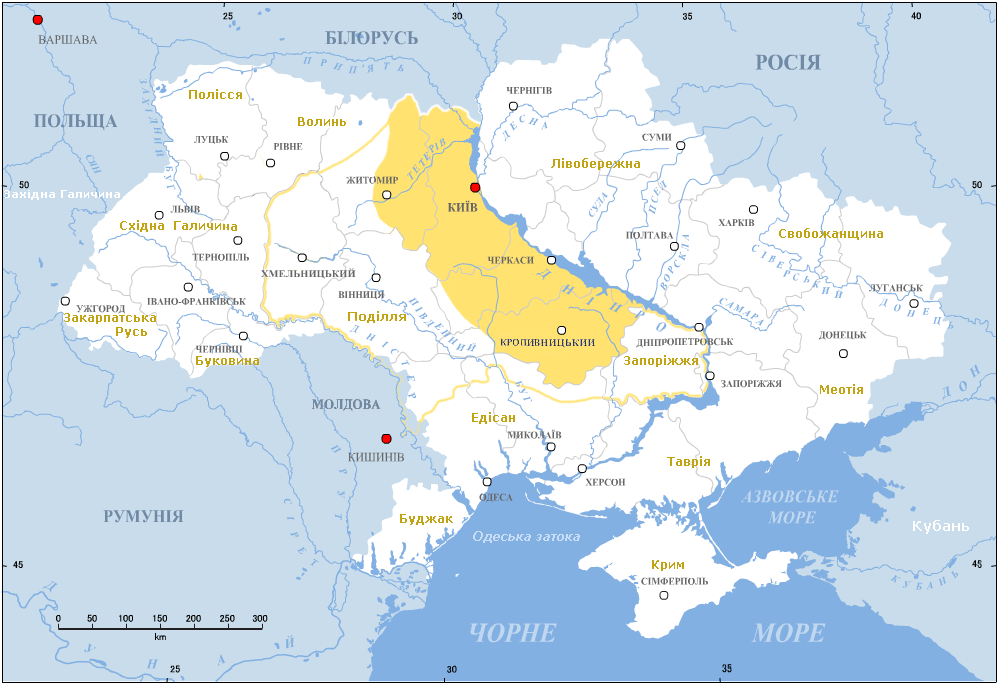
A Jobb parti Ukrajna a mai Ukrajnán belül

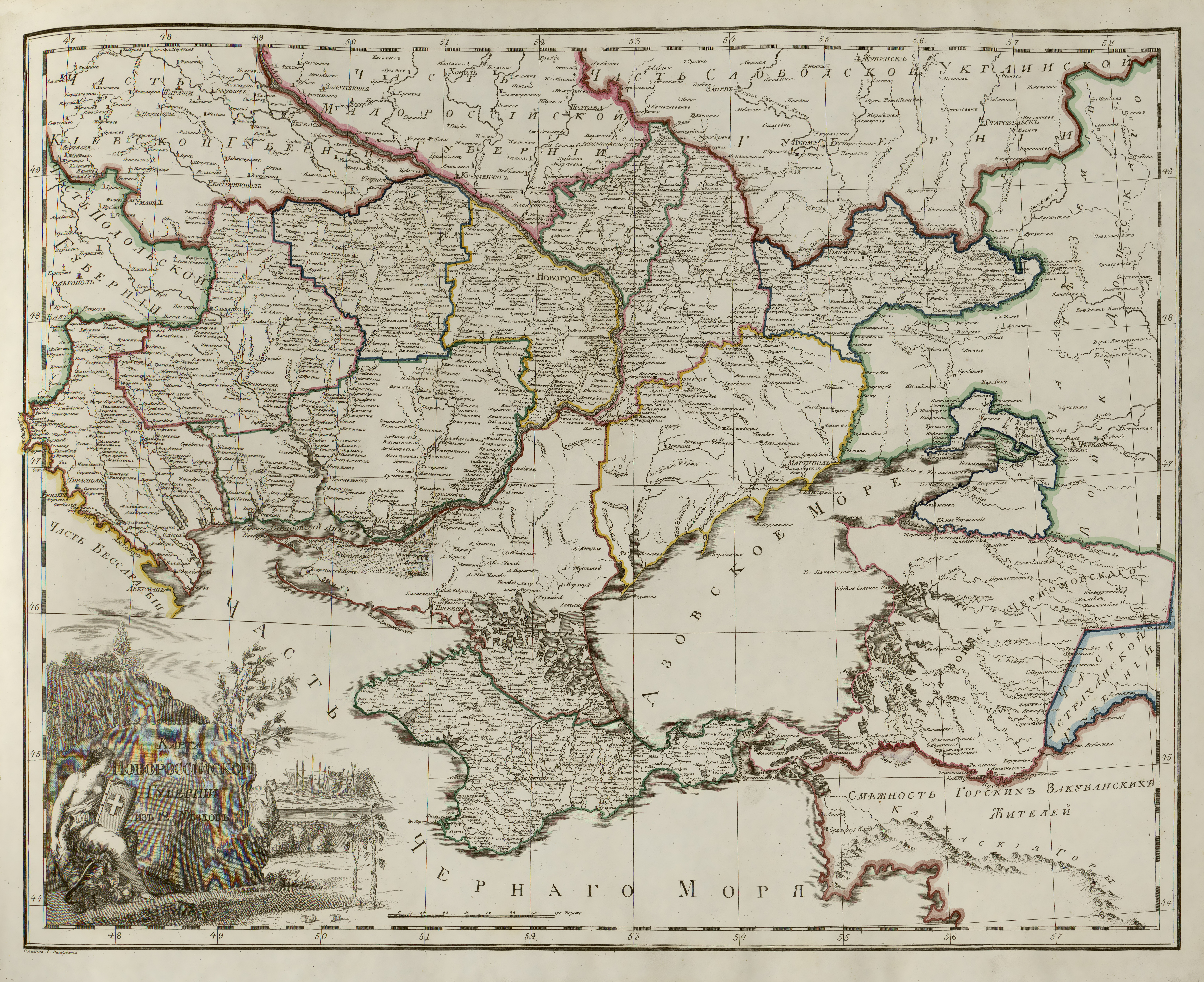
Novorosszija régió 1800 körül

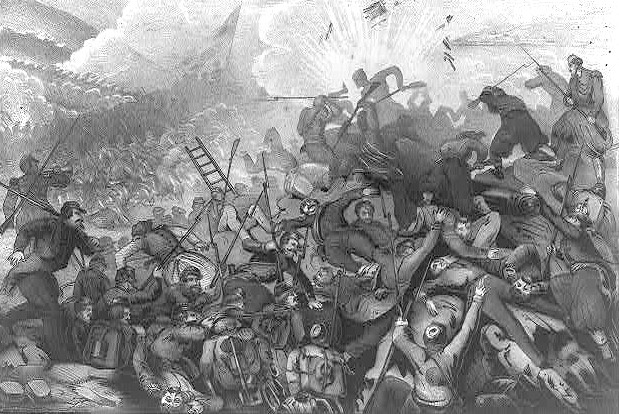
Szevasztopol eleste

I. Péter és II. Katalin cárnő uralma között Lengyelország-Litvánia egyre inkább az Orosz Cárság bábállamává vált, az orosz csapatok akadálytalanul vonulhattak keresztül lengyel-litván területeken, az orosz diplomácia (nyugati szomszédja gyengítése érdekében) tudatosan támogatta a nyugat-ukrajnai ortodox egyházat. 1793-ban, Lengyelország második felosztásával az Orosz Birodalom annektálta a Jobbparti Ukrajnát (vagyis a Kijevtől és Zsitomirtól Nyugat-Podóliáig terjedő területeket). Oroszország 1795-ben, a harmadik felosztáskor megszerezte a Nyemantól és Bugtól keletre fekvő területeket (120 ezer km²), ezután jött létre a volhíniai kormányzóság. Az orosz-osztrák határ a bécsi kongresszus során nyerte el az első világháborúig tartó jellegét: az Ausztria által 1795-ben megszerzett Új-Galícia ekkor került Oroszországhoz, a határvonal a Zbrucs folyó mentén húzódott.
A cári Oroszország Ukrajna fölötti uralmát nem fenyegette veszély: a kelet- és közép-ukrajnai lengyel nemesség jelentős része már a 17. századi kozákfelkelések során felmorzsolódott, az ukrán területeket korábban végigpusztító Krími Kánság az 1774-es kücsük-kajnardzsi béke után, 1783-ban a cári birodalom része lett, míg az 1773–75-ös Pugacsov-felkelés után a kozákok és parasztok lázadásaitól nem kellett tartani. Az oroszok a breszti vallásunióval szemben hatalmi megfontolásokból a keleti ortodoxiát preferálták.
Az 1853–1856 közötti krími háború rávilágított az Orosz Birodalom katonai és logisztika gyengeségeire, valamint pénzügyileg is kimerítette a birodalmat. Az I. Miklós orosz cár 1855-ös halála után trónra lépő II. Sándor (1855–1881) presztízsveszteségek árán hajlott a békekötésre, majd reformfolyamatokat indított el Oroszországban. Ide sorolható a jobbágyfelszabadítás, a vasútépítés és az iparosítás. A 19. század során Ukrajna a cári Oroszország legiparosodottabb, legfejlettebb vidékévé fejlődött. A cári rendszer a modernizálódás és liberalizálódás mellett a birodalom nemzetiségeivel szemben az oroszosítás politikáját folytatta, mely az 1890-es években erőteljesebbé vált. (Az ebben a korszakban keletkezett történelmi munkák, melyek a kijevi Ruszt, a keleti szlávok egységét vagy a 17. századi orosz-ukrán együttműködést állították középpontba, illetve a Mazepához hasonló felkelőket árulóknak állították be, mai napig meghatározzák az oroszok ukránokról alkotott képét.)
A russzifikáció együtt járt az ukrán nyelvű iskoláztatás 1862-es, illetve az ukrán nyelvű könyvkiadás 1863-ban történő betiltásával is – mely súlyosabb intézkedésnek számított, mint a sokat támadott magyar nemzetiségpolitika –, úgyhogy az osztrák fennhatóság alatt álló Galícia kedvezőbb lehetőséget teremtett az ukrán nyelv és kultúra ápolására. Ezzel együtt az első világháború előestéjén az orosz politika támogatta az Osztrák-Magyar Monarchia görögkatolikusainak ortodox hitre való áttérését: a galíciai ukránok és a kárpátaljai ruszinok közötti agitációt az osztrák és magyar hatóságok politikai perekkel akarták megfékezni.
A születőben lévő ukrán nacionalizmus egyaránt szembekerült a pánszlávizmussal, a nagyorosz nacionalizmussal, az Ukrajna nyugati részeit érintő lengyel függetlenségi törekvésekkel és a zsidó kisebbséggel. Mivel a cári politika a nyugati (ukrán, lengyel) kormányzóságon kívül nem engedélyezte máshol a zsidók letelepedését, Ukrajna nagyszámú zsidó lakossága időnként pogromok (fosztogatások, kiközösítések) áldozatává vált. A 20. században mint minden iparosodott vidéken, Ukrajnában is megindulnak kisebb-nagyobb tüntetések, sztrájkok, amelyek közül az 1905-ös odesszai a szovjet történelemszemléletben nagy hangsúlyt kapott.
Az orosz haderő első világháborús veresége és az 1917-es forradalmak lehetővé tették Ukrajna függetlenedését: 1917 végén megalakult a független Ukrán Köztársaság. A fiatal állam követelései azonban nem álltak egyenes arányban erejével: a breszt-litovszki diplomáciai tárgyalásokon az ukránok igényt tartottak Galícia egészére, sőt „Magyarország rutén területeire” is. A német és osztrák-magyar erők kivonulását követően Kelet-Európa-szerte megnőtt a zűrzavar: a lengyel és román terjeszkedésen túl az Ukrán Köztársaságot a fehérgárdisták és a bolsevikok is fenyegették. 1920-ra a Vörös Hadsereg elfoglalta az országot, mely 1922-től Ukrajna Ukrán SZSZK néven a Szovjetunió egyik tagállama lett. A mai Ukrajna nyugati területei az újonnan létrejött Lengyelország részévé váltak, a Magyarországtól elcsatolt Kárpátalja ugyanakkor Csehszlovákiához került.

### Osztrák fennhatóság alatt álló területek

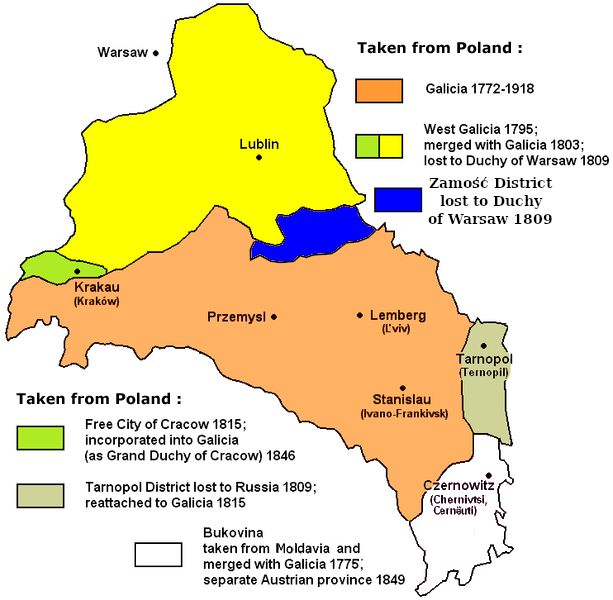
Galícia területi változásai, 1772–1918

1772-ben Galícia Lengyelország első felosztása során Ausztria része lett (hivatalos megnevezése Galícia és Lodoméria királysága volt, hiszen magyar történelmi jogcímen csatolták a birodalomhoz). Az osztrák Galícia fővárosa Lemberg (Lwów) lett, ahol a lengyel arisztokrácia dominált, ezzel szemben a tartomány keleti területein a lakosság többsége ukrán vagy rutén volt. A lengyel főnemességen és kisnemességen kívül, mely csaknem az egész tartományt benépesítette és a ruténeken kívül, akik a tartomány keleti részét lakták, a keleti részeken jelentős zsidó lakosság is élt. Az osztrák uralom első évtizedeiben Galíciát Bécsből irányították. A jobbágyok korlátozott személyi szabadsággal rendelkeztek. A keleti rítusú ortodox egyház helyett a görögkatolikus egyházat preferálták (míg az oroszok által uralt területeken éppen az unitusok ortodox hitre való kényszerítése zajlott).
Az osztrák reformok nem voltak népszerűek az arisztokrácia körében, de a lengyel és ukrán lakosság jóindulatát a császárság felé kivívták, és ez csaknem az osztrák uralom végéig tartott; jellemző, hogy az osztrák hatóságok a hazafias lengyel szervezetek 1846-os felkelését a lojális galíciai parasztság segítségével fojtották vérbe. Ugyanakkor Ausztria Galícia sok javát elvonta, és a paraszti lakosság jelentős részét sorozta be hadseregébe, s a császári uralom az 1820-as évektől az 1860-as évek derekáig abszolutisztikus jellegű volt.
Az 1830-as években Galícia keleti részein nemzeti ébredés kezdődött a ruténok között is. A nacionalista aktivisták, akik eredetileg görögkatolikus papnövendékek voltak, érzékenyen reagáltak az európai romantikus mozgalmakra és a rokon szlávok megmozdulásaira mindenütt, de különösen az orosz uralom alatt álló Kelet-Ukrajnában. Figyelmük a közös népük és nyelvük felé fordult. 1837-ben a Markijan Saskevics által vezetett úgynevezett rutén triád a Dnyeszteri Nimfában népdalgyűjteményt és más rutén nyelvű anyagot publikált. 1848-ban kitört a forradalom Bécsben és az osztrák birodalom más részein. Lembergben megalakult a Lengyel Nemzeti Tanács és később az Ukrán vagy Rutén Legfelső Tanács is, a jobbágyságot eltörölték. Ezután ismét egy évtizednyi abszolutizmus következett, de a lengyelek kiengesztelésére helytartónak Agenor Gołuchowski grófot, a podóliai arisztokrácia konzervatív tagját nevezték ki. Ő lengyelesíteni kezdte a helyi adminisztrációt és megpróbálta a feldarabolás rutén eszméjét semlegesíteni. Mindazonáltal nem járt sikerrel, amikor erőltette, hogy a görögkatolikus egyház térjen át a nyugati Gergely-naptárra, és azt, hogy helyettesítse a cirill írást a latinnal.
Az 1867-es kiegyezés után a Habsburg Birodalom a dualista Osztrák–Magyar Monarchiává alakult át. A lengyel arisztokrácia és értelmiség autonómiakövetelései nem találtak azonnal válaszra, de 1873-tól Galícia az Osztrák–Magyar Monarchia de facto autonóm tartománya lett lengyel és kisebb részben ukrán vagy rutén hivatalos nyelvvel. A germanizációt leállították és a cenzúrát eltörölték. Galícia a dualista monarchia osztrák feléhez tartozott, de a galíciai szejm és a tartományi hatóságok széles körű előjogokat kaptak különösen az oktatás, a kultúra és a helyi ügyek vonatkozásában. A Bécstől a lengyel nemesség és értelmiség felé történő hatalomeltolódást nem üdvözölték a ruténok, akik sokkal élesebben elkülönültek oroszbarátokra, akik Oroszországra tekintettek megmentőjükként és az ukránokra. Mind Bécs, mind a lengyelek árulást láttak az oroszbarátok tevékenységében és egy sor politikai perrel igyekeztek hiteltelenné tenni őket. Az iskolarendszer 1890-es években történő ukranizálása ellenére az ukrán nacionalista mozgalom rohamosan terjedt a rutén parasztság között és minden további engedmény ellenére a huszadik század első éveire ez a mozgalom majdnem teljesen felváltotta a korábbi rutén csoportokat és fő ellenfele lett a lengyeleknek.

## Ukrajna 1914–1922 között

### Ukrajna az I. világháborúban
Az ukrán területek az első világháború előtt két országhoz tartoztak. Bal parti Ukrajna, Dél-Ukrajna, Jobb parti Ukrajna a Zbrucs folyóig az Orosz Birodalom része volt. A Zbrucs folyótól nyugatra eső területek az Osztrák–Magyar Monarchia részét képezte.
1914-ben az ukránok így mindkét oldalon harcoltak, és mindkét fél arra törekedett, hogy megszerezze az ukránok támogatását. 1914 augusztusában az oroszok megkezdték Nyugat-Ukrajna elfoglalását. Rövid időn belül elfoglalják Galíciát és Bukovinát. Az osztrákok súlyos veszteségeket szenvednek. 1915. március elején az oroszok elfoglalják a przemysli erődöt. Az orosz támadást az osztrák-német csapatok 1915 tavaszán állították meg.
Az osztrákoktól ideiglenesen elfoglalt területeken a helyi lakosság szimpátiával fogadta az oroszokat, de hamarosan ellenük fordultak. Az oroszok betiltották az ukrán nyelv használatát, bezárták az ukrán iskolákat, letartóztatták és elhurcolták a görögkatolikus Andrej (Septickij) metropolitát. 1915 őszén az osztrák–magyar csapatok visszafoglalták Nyugat-Ukrajnát. 1916 tavaszán a Bruszilov-offenzívával az oroszok ismét elfoglalták Nyugat-Ukrajnát, de vissza kellett onnan vonulniuk. A hadi eseményekben lényeges változás 1917 nyaráig nem történt.
Az ukrán szics lövészek olyan, galíciai ukrán hazafiak voltak, akik hajlandóak voltak az osztrák–magyar hadseregben harcolni az oroszok ellen. Első harci bevetésükön, 1914 szeptemberében az Uzsoki-hágót védték. Első komoly harcuk 1915. április 28.–május 2. között a Makivka-hegyi csatában volt. A légió több nagy csatában vett részt és többször is súlyos veszteségeket szenvedett. Sokszor elismerték bátorságukat és hősiességüket.
Az első világháború nagy hatással volt az ukrán nemzeti mozgalomra. A háború alatt az ukránok ráébredtek arra, hogy nincs saját államiságuk. Fejlődni kezdett a nemzeti mozgalom. Ukrán szervezetek alakultak, kulturális szervezeteket hoztak létre, hogy így harcoljanak egy független ukrán államért. Galíciában az osztrákok 1916-ban politikai autonómiát adtak az ukránoknak, az oroszok ezt megtagadták. Ezért az osztrák parlamentben voltak az ukránság érdekeiért harcoló ukrán képviselők, az oroszoknál nem. Az ukrán nemzeti mozgalom központjai a háború végén a jelentős ukrán többségű nyugat-ukrajnai területeken voltak.

### Függetlenségi harcok és polgárháború Ukrajna területén
Az oroszországi februári forradalom után megalakult Ideiglenes Kormány nem szándékozott autonómiát adni az ukránoknak. A forradalom után Ukrajna-szerte tüntetésekre és megmozdulásokra kerül sor, ahol autonómiát követelnek. 1917. március 17-én Kijevben több mint 100 ezer ember tüntetett az autonómiáért. Az ukrán politikai erők egyetértettek abban, hogy létre kell hozni egy összukrajnai tanácsot, melynek célja képviselni az ukránokat. 1917. március 3–4-én e célból tárgyalások folynak, és március 4-én létrehozzák az Ukrán Központi Tanácsot (UKT). Az UKT vezetőjének Mihajlo Hrusevszkijt választották meg. Az UKT fontosabb személyei: Vinnicsenko, Szerhij Jefremov, Szimon Petljura, Ivan Sztesenko, Pavlo Hrisztyuk, Borisz Martosz. Az UKT volt az első olyan szervezet, amely célul tűzte ki, hogy harcol az egységes ukrán nép törvényes jogaiért és a függetlenségért.

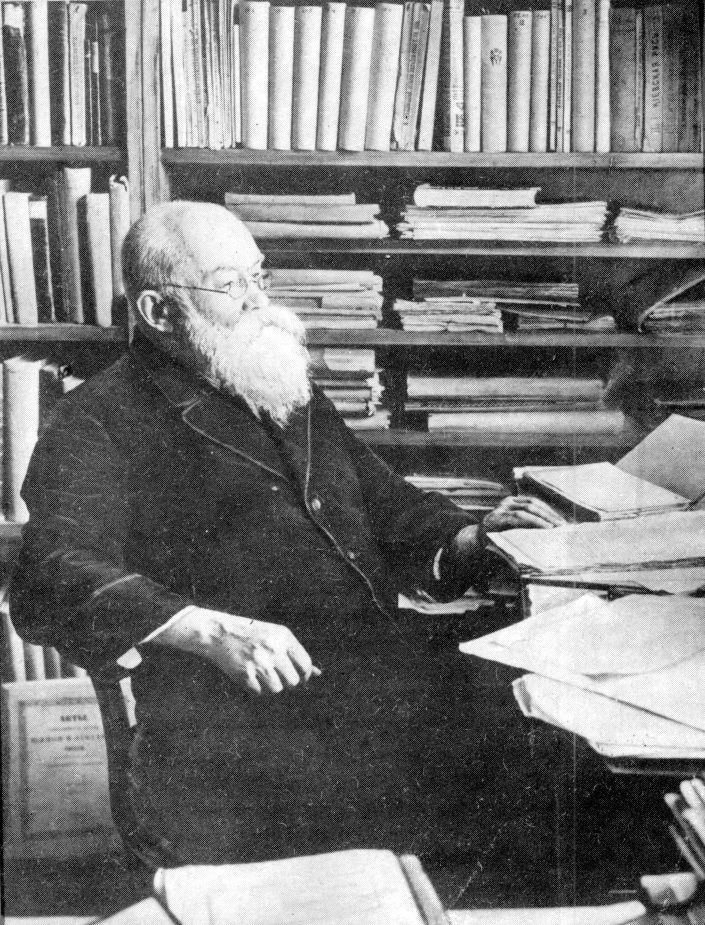
Mihajlo Hrusevszkij 1917-ben

Az UKT kezdetben csak autonómiát akart Oroszországon belül. Ezért Vinnicsenko 1917 májusában Pétervárra ment tárgyalni az oroszokkal. Az orosz vezetés azonban nem volt hajlandó autonómiát adni Ukrajnának. Nem egyeztek bele a Fekete-tengeri partvidék, a Donyec-medence és Harkov átadásába se, így a tárgyalások kudarcba fulladtak. Ezután 1917. június 10-én Vinnicsenko a 2. összukrajnai katonai kongresszuson felolvasta az UKT I. Univerzáléját, amelynek lényege:
- Ukrajna Oroszország autonóm része;
- a törvényeket Ukrajnában nem az orosz alkotmányozó nemzetgyűlés, hanem az ukrán alkotmányozó nemzetgyűlés hozza;
- létre kell hozni az UKT végrehajtó szervét.

Ennek értelmében 1917. június 15-én megalakult az UKT Főtitkársága, melynek vezetője Vinnicsenko lett. A Főtitkárság tagjai: Volodimir Vinnicsenko, Pavlo Hrisztyuk – főírnok, Szimon Petljura – hadügy, Szerhij Jefremov – külügy, Hrisztofor Baranovszkij, Borisz Martosz, Ivan Sztesenko, Mikola Sztaszjuk, Valentin Szadovszkij. A Főtitkárság feladata volt Ukrajna irányítása.
Az Ideiglenes Kormány és a bolsevikok elutasították az ukrán autonómiát és elítélték annak kialakulását. Mivel azonban ellentéteik belpolitikai válságot idéztek elő Oroszországban, az Ukrán Központi Tanács és az Ideiglenes Kormány a tárgyalásain adtak némely engedményeket az ukránoknak. Ezért az UKT 1917. július 3-án kiadta a II. Univerzáléját, amely kimondta, hogy Ukrajna Oroszország autonóm területe.
Az oroszországi belpolitikai válság 1917 októberében a bolsevik hatalomátvételbe torkollott, és ez nem kedvezett az ukránoknak. Elkezdődött a három csoportosulás: az UKT, az Ideiglenes Kormány támogatói és bolsevikok hatalmi harca. A harcokból az UKT került ki győztesen, és hatalmának megszilárdítása után, 1917. november 6-án kibocsátotta III. Univerzáléját. Ennek lényege:
- az új demokratikus állam, az Ukrán Népköztársaság (UNK) megalakítása a „demokratikus” Oroszországon belül;
- a földesúri földtulajdon megszüntetése;
- a 8 órás munkanap bevezetése;
- kihirdette a választásokat az Ukrán Alkotmányozó Nemzetgyűlésbe (ennek kellett volna kidolgoznia az ukrán alkotmányt).

1917 közepén-végén az UKT tárgyalt a bolsevikokkal is. Ugyanebben az időben Kalegyin tábornok a Don-vidékén kormányt alakított, hogy harcoljon a bolsevikok ellen. Csapatai átvonultak Ukrajnán, és emiatt a bolsevikok 1917. december 4-én ultimátumot küldtek az Ukrán Központi Tanácsnak. Ebben elismerték Ukrajna függetlenségét és tárgyalásokra hívták az ukránokat, akiktől cserébe azt kérték, hogy:
- hagyjanak fel a bolsevikok elleni ukrán front szervezésével;
- ne engedjék át Kalegyin fehérgárdista csapatait;
- engedjék át területükön a déli front felé menő vörösgárdista csapatokat;
- szüntessék be a vörösgárdisták lefegyverzését Ukrajnában.

Mindezt azzal, hogy ha az ultimátumot 48 órán belül nem fogadják el, akkor Szovjet-Oroszország háborút indít az UKT ellen.
Vinnicsenko az ultimátum minden pontját elutasította, és leállította az Oroszországba tartó gabonaszállítmányokat. A szovjet csapatok Antonov-Ovszejenko vezetésével kezdték meg a támadást, az ő két helyettese Jegorov és Muravjov volt. 1918. január 16-án Kijevben az Arzenál gyárban a bolsevikok lázadást robbantottak ki, hogy megkönnyítsék a szovjet csapatok dolgát — a lázadást azonban leverték. Ugyancsak 1918. január 16.-án Jegorov seregei Kruta vasútállomásnál megölték azt a 300 diákot, akik útját akarták állni a bolsevik támadásnak. 1918. január 26-án Muravjov csapatai elfoglalták Kijevet, ahonnan az UNK kormánya Zsitomirba menekült.
Mielőtt a bolsevikok elfoglalták volna Kijevet, az UKT 1918. január 9-én kiadta a IV. Univerzáléját. Ennek lényege:
- az Ukrán Népköztársaság független állam;
- a Főtitkárság átalakul népi miniszterek tanácsává, és Holubovics lesz a vezetője.

Az Ukrán Népköztársaság címere

A bolsevik támadás kezdete után Harkovban 1917. december 11–12-én szovjet kongresszust tartottak, és kimondták a Szovjet Ukrán Népköztársaság (SZUNK) létrejöttét. Kijev elfoglalása után a bolsevikok hozzákezdtek hatalmuk megszilárdításához. A vörösterror, az erőltetett kollektivizálás, államosítás azonban erős ukrán ellenállásba ütközött.
Az oroszországi események hozzájárultak ahhoz, hogy 1918. február 9-én az Ukrán Központi Tanács és a központi hatalmak aláírták a breszt-litovszki békeszerződést. Ebben Németország és szövetségesei elismerték az Ukrán Népköztársaságot független államnak, és megígérték, hogy felszabadítják Ukrajnát a bolsevik uralom alól. Ennek fejében az Ukrán Népköztársaság vállalta, hogy mezőgazdasági termékeket szállít Németországba és az Osztrák–Magyar Monarchiába.
1918 február–áprilisában a német és osztrák–magyar csapatok kiszorították a bolsevikokat Ukrajnából, a hatalom ismét az Ukrán Központi Tanács kezébe került. Viszont az UKT és a németek viszonya mind feszültebbé vált, mivel nem tudták biztosítani a Németországnak megígért mennyiségű élelmiszert. A németek végül hozzájárultak egy újabb hatalomátvételhez Ukrajnában.

Az Ukrán Állam címere Szkoropadszkij idejében

1918. április 29-én Pavlo Szkoropadszkij vezetésével létrejött a hetmanátus. Szkoropadszkij megszüntette az UNK-t és kikiáltotta az ukrán államot. Ebben a régi hivatalnokokra támaszkodott, mivel az ukrán nemzetiek nem vállaltak szerepet az államigazgatásban. Az államhatalom megszilárdítása érdekében megtorló módszereket is alkalmaztak. A szakképzett hivatalnokok munkájának eredményeként működni kezdett a közigazgatás, megkezdték a zűrzavar felszámolását. Átszervezték a hadsereget is: több új kozák hadosztályt hoztak létre. Megszilárdították az igazságszolgáltatást, vidéken közigazgatási reformot hajtottak végre. Szkoropadszkij 1918. október 16-án egy rendelettel megújította a kozákságot a Csernyihivi, a Poltavai kormányzóságokban és Szlobozsanscsinában. A hetman kormányzásának idején Ukrajna bővítette nemzetközi kapcsolatait. Diplomáciai viszonyt létesített Németországgal, Ausztria-Magyarországgal, Svájccal, Törökországgal, Lengyelországgal, Franciaországgal, az Egyesült Királysággal, Romániával az Oroszországi Föderációval. Ukrajnában a hetman-rendszer viszonylagos nyugalmat teremtett, de az, hogy kormány a nagybirtokosokhoz közeledett, fokozatosan elfordította tőle a parasztságot, a nemzeti értelmiséget és a munkásokat. A hatalomvétel után a földet visszaadták a nagybirtokosoknak, és ez nem tetszett a parasztoknak. Egyes gazdasági intézkedések, így a bankrendszer kialakítása viszont sikeresnek bizonyultak. A nemzeti pénz — a hrivnya — meglehetősen stabilnak bizonyult. Helyreállt a vasúti forgalom, megjavították a vasútvonalakat és hidakat. Bizonyos mértékig stabilizálták az ipart is, bár a munkások helyzete a 12 órás munkanap bevezetésével rosszabbodott. Sok gyárat és vállalatot visszaadtak korábbi tulajdonosaiknak.
Szkoropadszkij kultúrpolitikája sikeres volt:
- ukrán tannyelvű iskolák nyíltak,
- ukránul adtak ki könyveket, újságokat
- létrehozták az Ukrán Tudományos Akadémiát.

1918. november 14-én az UNK Vinnicába üldözött vezetői — Vinnicsenko, Svet, Makarenko, Andrijev, Petljura — megalakították a Direktóriumot, hogy harcoljonak Szkoropadszkij ellen. Ennek oka Szkoropadszkij azon kijelentése volt, hogy Ukrajna szövetségre akar lépni Oroszországgal. 1918. december 14-én, a német csapatok kivonulása után a Direktórium felkelést robbantott ki Pavlo Szkoropadszkij ellen. Ő ennek hatására elhagyta az országot, és ezzel megszűnt a hetmanátus.
1918. december 19-én a Direktórium tagjai visszatértek Kijevbe, ahol újjáalakították az Ukrán Népköztársaság-ot.
A Direktórium állásfoglalásának a lényege:
- az UNK miniszterelnöke ismét Csehivszkij lesz;
- az ország közigazgatását a munkás-elv alapján szervezik meg.

1918 novemberében a vörösök ismét háborút kezdtek az UNK ellen. 1919. február 5-én a bolsevikok ismét elfoglalták Kijevet. A Direktórium leváltotta az oroszokkal  tárgyalni kívánó Csehivszkijt, akinek helyébe az antanttal tárgyalni akaró Szimon Petljura lépett.
1918 novemberében a bolsevikok ismét megkezdték Ukrajna elfoglalását. 1918. november 29-én kimondták a szovjethatalom visszaállítását, és 1919. január 6-án az ország nevét is megváltoztatták Ukrán Szovjet Szocialista Köztársaságra (USZSZK). 1919 elejére a bolsevikok elfoglalták Ukrajna nagy részét a Direktóriumtól. A szovjetrendszer megszervezéséhez az oroszországi példát vették alapul. 1919. január 29-én Népbiztosok Tanácsa néven újjászervezték a kormányt, amelynek elnöke Hrisztijan Rakovszkij lett. Létrehozzák az Összukrajnai Rendkívüli Bizottságot, népbíróságokat és egyéb hatalmi szerveket. A bolsevikok Ukrajnában ugyanazt a politikát folytatták, mint Oroszországban, ahol bevezették a hadikommunizmust. Ennek lényege:
- a piacgazdaság megszüntetetése,
- az ipar, a kereskedelem és a földek államosítása,
- a gabonafölösleg kötelező beszolgáltatása,
- az élelmiszerjegyek rendszere a városokban,
- általános munkakötelezettség.

A hadikommunizmus Ukrajnában diktatúrához és sorozatos lázadásokhoz vezetett. Az ez ellen bevezetett vörös terrorral törvénytelenül letartóztattak és kivégeztek mindenkit, aki ellenük harcolt, vagy akár csak nem támogatta őket. Felperzselték az ellenálló vagy lázadó falvakat, és tömegesen végezték ki az embereket. Mindezek eredményeként Ukrajna teljes lakossága a bolsevikok ellen fordult.
1919 decemberében Szimon Petljura Lengyelországba ment tárgyalni. Megegyezett a lengyelekkel, hogy közösen harcolnak a bolsevikok ellen; a megállapodást, amelyben Ukrajna lemondott nyugati területeiről, 1920. április 21-én Petljura és Józef Piłsudski lengyel elnök írta alá. Ez a megállapodás az ukránok nagy többségének nem tetszett.
1920. április 25-én az ukrán-lengyel csapatok megindultak Kijev elfoglalására, és ezzel elkezdődött a lengyel–szovjet háború. Május 7-én a lengyelek elfoglalták Kijevet, és az USZSZK fővárosa Harkov lett. 1920. június 5-én a Vörös Hadsereg ellentámadást kezdett. Június 15-én visszafoglalta Kijevet, majd a Vörös Hadsereget két hadoszlopra osztották: Tuhacsevszkij marsall Varsó felé indult, Jegorov pedig Lemberg felé támadott. A Lengyelország elleni támadás Varsó előtt elakadt, a szovjetek vereséget szenvedtek. Ennek oka az volt, hogy a lengyelek nem támogatták a bolsevikokat, és a munkások és parasztok nem lázadtak fel a földesurak ellen. A háborút végül a rigai béke zárta le 1921. március 18-án; ebben a bolsevikok lemondtak Nyugat-Ukrajnáról.
A lengyel–szovjet háború lezárásával az Ukrán Népköztársaság helyzete kilátástalanná vált, mivel két tűz közé került. Az ukrán csapatok fokozatosan Nyugat-Ukrajnába szorultak vissza. Nyugatról a lengyel hadsereg támadása során elveszítették galíciai területeiket, keleten pedig vereséget szenvedtek a bolsevikoktól. A független Ukrajnáért vívott harc 1921. november végén ért véget.

## A nyugat-ukrán területek 1919–1939 között

### Nyugat-Ukrajna 1918–1919 között

A NyUNK címere

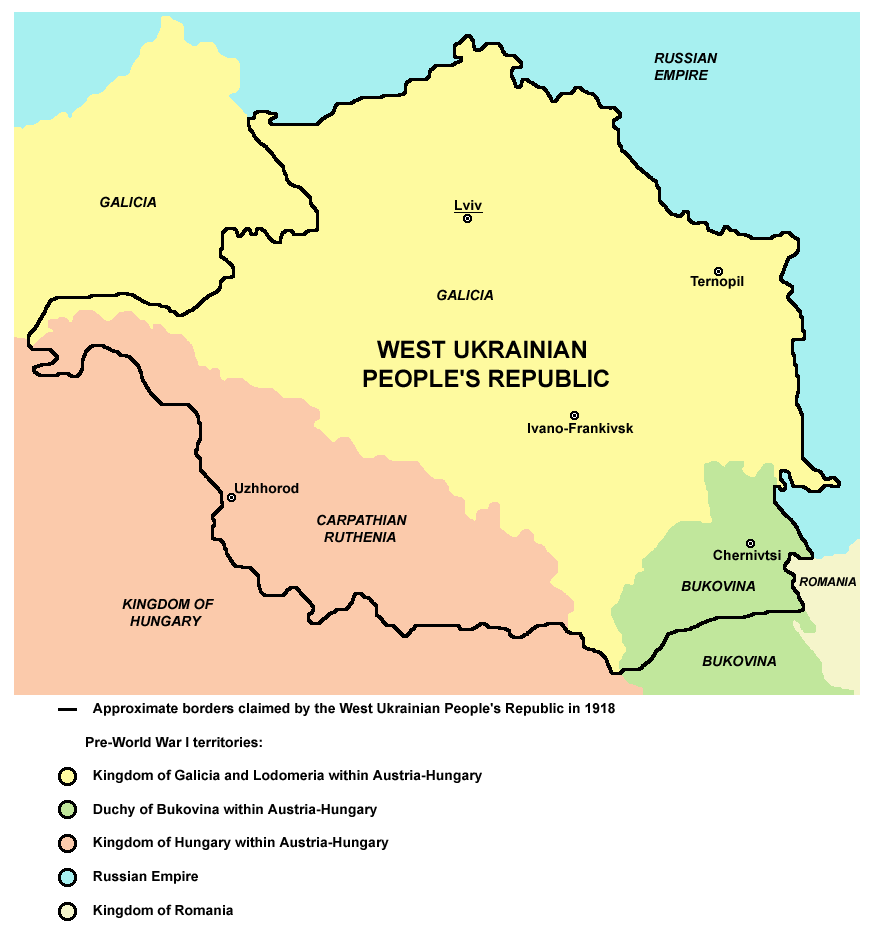

A nyugat-ukrán területek ekkor az Osztrák–Magyar Monarchia részét képezték. Úgy a lengyelek, mint az ukránok igényt tartottak rá, és mindkét fél igyekezett megszerezni a területeket. 1918. október 18-án a Monarchia parlamentjének ukrán képviselői megalakították az Ukrán Nemzeti Tanácsot. A Tanács célja az volt, hogy egy egységes államban egyesítse az ukránokat. A lengyelek ezzel szemben maguknak követelték egész Galíciát és hozzáláttak e területen saját rendszerük kiépítéséhez. Erre válaszul az Ukrán Nemzeti Tanács november 8-án létrehozta az Ideiglenes Államtitkárságot (Kormányt), melynek elnöke Koszty Levickij lett, – 1918. november 13-án pedig kikiáltották a Nyugat-Ukrán Népköztársaságot (NyUNK). Még 1918 novemberében kiépítették a NyUNK közigazgatási rendszerét és megválasztották Jevhen Petrusevicset elnöknek. Létrejött az Ukrán Galíciai Hadsereg, az UGH. 1919 áprilisában földreformot hajtottak végre: elvették a földbirtokosok földjeit és szétosztották azokat. Eközben Bukovinát megszállták a románok, Kelet-Galíciára pedig a lengyelek támadtak. A lengyel támadással szemben az ukránok csak 3 hétig, november 22-éig tudták tartani Lemberget, melynek eleste után Sztanyiszláv lett a főváros. A válságos helyzetbe került NyUNK tárgyalásokat kezdett az Ukrán Népköztársasággal, és 1918. decemberben a NyUNK szerződést köt a Direktóriummal az ukrán egyesülésről. 1919. január 22-én az UNK és a NyUNK egyesül. A NyUNK neve ettől kezdve az UNK nyugati területe lett és teljes autonómiát kapott.

### Lengyelország, Románia, Csehszlovákia fennhatósága alatt
A mai nyugat-ukrán területek három ország között oszlottak meg az 1920-as és 30-as években : Lengyelország – Kelet-Galícia, Románia – Észak-Bukovina, Csehszlovákia – Kárpátalja. Ezek a területek gazdaságilag nagyon elmaradottak voltak.
Kelet-Galícia lakosságának háromnegyedét kitevő ukránság elmaradott helyzetben élt a lengyel uralom alatt. Legtöbbjük faluhelyen élt és rengeteg analfabéta volt közöttük, 1924-ben egy törvényben az ukrán nyelv használatát is teljesen betiltották. Ukránok ezrei emigráltak Amerikába, Ausztráliába. Kelet-Galícia legerősebb pártja az 1925-ben alapított Ukrán Nemzeti Demokratikus Egyesület volt (Levickij vezetésével). Népszerű volt a 30-as évek elejéig a Nyugat-ukrán Kommunista Párt is. 1929-ben Bécsben létrejött az Ukrán Nacionalista Szervezet (UNSZ) Jevhen Konovalec vezetésével: fő céljuk volt harcolni a lengyelek és a kommunisták ellen a független Ukrajna létrehozásáért. Fokozatosan az UNSZ lett itt az ukránság legfontosabb szervezete, saját újságot adott ki és rengeteg külföldi támogatója volt. Az 1930-as évek végén a hatalmat Sztepan Bandera szerezte meg, aki fegyveres harccal akarta elérni célját, ezért létrehozzák az Ukrán Felkelő Hadsereget (UFH).
Bukovinában ugyanekkor gőzerővel folyt a románosítás, 1924 után azonban változott a helyzet, és javult az ott élő ukránok sorsa. Csak az 1930-as években került ismét sor megtorlásokra és románosításra. Az 1924-es tatarbunari felkelés után megalakult az Ukrán Nemzeti Párt, de az 1930-as évek végén a románok feloszlatják.

Kárpátalja 1920–1939 között

Kárpátalja 1919–1939 között Podkarpatská Rus néven Csehszlovákia része volt. Még 1919-ben megígérik a csehek, hogy Kárpátaljának autonómiát adnak, erre azonban csak 1938-ban kerül sor. Az autonóm kormány miniszterelnöke Bródy András volt, akit rövidesen Avgusztin Volosin váltott fel. 1938-ban az első bécsi döntés értelmében Kárpátalja déli, magyarok lakta része Ungvárral, Munkáccsal, Beregszásszal visszakerül Magyarországhoz, így székhelyét Volosin Husztra teszi. 1939. március 15-én Volosin Huszton kimondja Kárpát-Ukrajna létrejöttét, a bonyolult nemzetközi helyzet következtében azonban a magyar csapatok még aznap megkezdik Kárpátalja visszafoglalását, és pár óra múlva megszűnt a Kárpát-ukrán állam létezni. 1939–1944 között Kárpátalja ismét Magyarország része volt.

## Ukrajna a Szovjetunión belül

### Ukrajna 1922–1939 között

Az USZSZK zászlaja

Az 1917-es forradalom után az Orosz Birodalom országai függetlenné váltak, de a bolsevikok hozzákezdtek egy új birodalom kialakításához. A polgárháború évei alatt Ukrajna fokozatosan a bolsevik Oroszország függőségébe kerül. Miután Ukrajnában is a bolsevikok vették át a hatalmat, megkezdődött az ország beolvasztása Szovjet-Oroszország kötelékébe. Az 1920-as évek elejére így Ukrajna csak látszólag volt önálló állam, gyakorlatilag Oroszország részeként kezelték.
Az 1920-as évek elején három nézet alakul ki a Szovjetunió létrehozásával kapcsolatban:
- autonómia – Sztálin nézete – a bent lévők autonómiával rendelkeznek az államon belül;
- föderáció – Lenin nézete – mindenki egyenrangú, ezért mindenkit egyenlő jogok illetnek meg az államon belül;
- konföderáció – a nemzetiségek nézete – mindenki éli a saját életét az államon belül.

Végül Lenin föderációs tervét fogadták el, de gyakorlatban a sztálini autonómia terve valósult meg.
1922. december 30-án megalakul a Szovjet Szocialista Köztársaságok Szövetsége (SZSZKSZ), a Szovjetunió. Kezdetben a következő államok alkották a Szovjetuniót: az Oroszországi SZSZSZK, az Ukrán SZSZK, a Belorusz SZSZK és a Kaukázusontúli SZSZSZK (Grúz SZSZK, Örmény SZSZK és Azerbajdzsáni SZSZK).
A Szovjetunió alkotmányát 1924. január 31-én fogadták el.
1921–1922-ben éhínség söpör végig az országon, melyet a hadikommunizmus és az 1921-es aszály okozott. Az éhínség során Dél-Ukrajnában kb. 3,7 millió ember éhezett, eközben a bal parti Ukrajnából – ahol jó termés volt – gabonát vittek külföldre és adtak el. A központi szovjet vezetés hírzárlatot rendelt el és Rakovszkijt is megbüntették, mert említést tett az éhínségről. Az éhínség során egyes helyeken még kannibalizmusra is volt példa. Az éhség során kb. másfél millió ember pusztult el.
1921-ig a bolsevikok a hadikommunizmus politikáját folytatták, ami gazdasági válsághoz és összeomláshoz vezetett. Lenin fokozatosan rájött, hogy a hadikommunizmus politikájával egyre nagyobb ellenállásba ütközik, ezért 1921-ben meghirdették az új gazdaságpolitikát, a Novaja Ekonomicseszkaja Politikát (NEP-et).
A NEP lényege:
- a parasztok kötelező terménybeszolgáltatását felváltja a terményadó (javul ezzel a parasztok helyzete)
- ismét bevezetik a szabad belkereskedelmet, vagyis a fölösleget a piacra lehet vinni
- a kis- és a közepes vállalatok ismét működhetnek, sok olyan is visszakapja a vállalatait akitől azelőtt elvették
- engedélyezik a külföldi tőke beáramlását
- a nagyvállalatok és a külkereskedelem az állam kezében maradnak.

Ekkor ismét kialakul az a réteg, akik viszonylag jól élnek, de ezek a pénzükkel külföldre menekülnek mivel érzik hogy ez az állapot nem fog sokáig tartani.
1923-ban Moszkva hoz egy olyan határozatot, melynek értelmében a helyi államhatalomban helyi kádereket kell alkalmazni, ez volt a gyökeresítés politikája. Ez a politika Ukrajnában 1925-ben kezdődött és az ukránosítás nevet kapta. Az ukránosítás politikájának vezetői Alekszander Sumszkij és Mikola Szkripnik voltak. Ennek a politikának a lényege:
- ukrán tannyelvű iskolákat nyitnak
- ukránul adnak ki könyveket
- az ügyintézés nyelve az ukrán lesz
- a hadseregben is az ukrán lesz a vezénylési nyelv
- 1921-ben létrejön az ukrán autokefál ortodox egyház, amely függetleníti magát Moszkvától.

A bolsevik vezetés az ukránosítás idején 1922 októberében 70 olyan tudóst száműz Oroszország északi részére, akik nem értettek egyet a bolsevik hatalom intézkedéseivel.
Az 1920-as 1930-as évek fordulóján az ukránosítás következtében:
- az ukrán iskolák 80%-a, a technikumok 75%-a és a főiskolák 30%-a ukrán tannyelvű volt,
- 426 újság közül 373 ukrán nyelven jelent meg,
- megindult a tudományos művek ukrán nyelvű kiadása.

Az 1930-as évek elején viszont Sztálin hozzákezdett az ukránosítás felszámolásához, így:
- Ukrajnából a Moszkvai Központi Szervekhez csak oroszul lehetett fordulni,
- azokat a párttagokat, akik a kommunizmus ügyét össze akarták kapcsolni az ukrán függetlenség ügyével, nacionalistának bélyegezték meg,
- üldözni kezdik azokat a művészeket, tudósokat, akik az ukrán nép ügyéért harcolnak. (Így pl. öngyilkosságba kergetik Mikola Hviljovij költőt, Mihajlo Volubojev közgazdászt, aki azon a véleményen volt, hogy Moszkva gazdaságilag kizsákmányolja Ukrajnát.)

Az 1930-as évek végére a sztálini vezetés Ukrajnában felszámolja az ukránosítás politikáját és erős oroszosítási politikába kezd, ezzel egyidőben a kommunista vezetés pedig tisztogatásokba kezd.
A sztálini terror célja Ukrajnában kettős volt:
- az ukrán nemzet önállósodási törekvéseinek elfojtása,
- a helyi esetleges kommunistaellenes erők elpusztítása.

A tömeges megtorlásoknak az a sztálini gondolat képezte az alapját, hogy a szocializmus építésével fokozódik az osztályharc. A terror nyitányát Kirov leningrádi párttitkár meggyilkolása képezte, ezt követően Sztálin hozzálátott a tömeges letartóztatásokhoz, kivégzésekhez, gulágra küldésekhez. A megtorlások 1937–1938-ban érték el a tetőpontjukat: ekkor elpusztul sok katonatiszt (Jakir, Onbovij), és 1937-ben Rakovszkij is a tisztogatások áldozata lesz. Az UKP Központi Bizottságának 102 tagja közül 100 elpusztult.
Az 1920-as és 1930-as években átalakuláson ment át társadalom is: eltűntek a magánvállalkozók, magánkereskedők, megnőtt a munkások száma, ami az ország 1/3-át tette ki. A munkásosztály növekedésével csökkent a parasztság száma.
1937. január 30-án történt az USZSZK új alkotmányának az elfogadása.
A bolsevik vezetés rájön, hogy a Szovjetunió és benne Ukrajna ahhoz, hogy fejlett állam legyen, erős iparra van szükség, ezért hozzálátnak az iparosításhoz. 1928–1933 között volt érvényben az első ötéves terv, amelynek az iparosítás volt a feladata. A legnagyobb figyelmet a nehézipar fejlesztésére fordították, a könnyűipart és a mezőgazdaságot elhanyagolták.

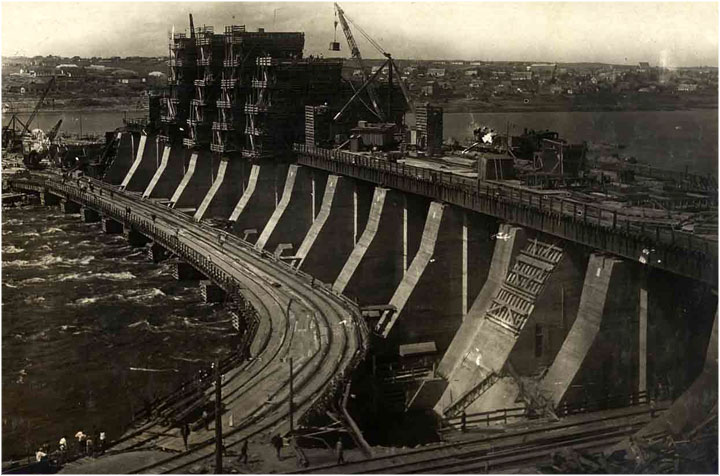
A Dnyiprogesz vízerőmű építése (1934-ben készült fénykép)

Az ország vezetése először 18%-os ipari növekedést állapított meg, de ezt rövidesen 20%-ra emelték, amit azután 37,7%-ra módosítottak. A valóságban a növekedés még a 18%-ot sem érte el. Új gyárak, vállalatok épültek a Szovjetunióban, a 35 újonnan létesült ipari vállalat közül 12 Ukrajna területén épült fel.
Ebben az időben szocialista munkaverseny-mozgalmak indulnak. 1932-ben az Izotov mozgalom kezdődik el (fiatalok betanítása egy adott szakmára), majd 1935-ben a Sztahanovról elnevezett sztahanovista-mozgalom (többlettermelési verseny) alakul ki.
A mezőgazdaságban megkezdődik a kollektivizáció: a kolhozok, szovhozok szervezése. Ennek eredményeként a parasztok elvesztik a nagy nehezen megszerzett földjüket. A mezőgazdasági termények árra jóval az ipari termékek ára alá kerül, miáltal a parasztság nem kapja meg a munkájának megfelelő ellenértéket.
Az első kolhozok és szovhozok Ukrajna területén 1917–1920 között alakultak. Az 1920-as évek végén a sztálini vezetés elrendeli az erőltetett kollektivizálást, ezzel akarták megoldani a gabonahiány-problémát és így akartak leszámolni a rendszer ellenségeinek tartott gazdag parasztsággal. Ukrajnában a teljes kollektivizációt támogatta Koszior, az UKP főtitkára. 1928-ban létrehozzák az első Gép- és traktorállomásokat (GTÁ). A GTÁ-k feladata volt a kolhozokat ellátni gépekkel és megkönnyíteni a mezőgazdasági munkát. Az erőszakos kolhozosítás során azonban a parasztság egyre jobban ellenállt, ezért egy időre engedményeket kellett tenni a számukra. Az 1930-as évek elején azonban ismét erőteljesen és erőszakkal folytatódott a kolhozosítás. Legrosszabb helyzetben a kulákoknak kikiáltott módosabb parasztok voltak, akik tulajdonképpen termeltek. A kulákokkal szemben erőszakkal léptek föl, elvették földjüket, gépeiket, jószágaikat, akik pedig nem voltak hajlandók belépni a kolhozokba, a vagyonelkobzás mellett Szibériába száműzték a családjukkal együtt. A kolhozok fölött az állam korlátlan ellenőrzést gyakorolt. A parasztságra másodrangú emberekként tekintettek akiknek az a feladata, hogy olcsó gabonát termeljenek a városok és a munkásság számára. Ezt példázza az 1932-ben, a városokban bevezetett személyigazolvány rendszer, mert a parasztok nem kaptak „paszport”-ot, ez földhöz kötötte a parasztságot, akik így a középkori jobbágyrendszer keretei között éltek.

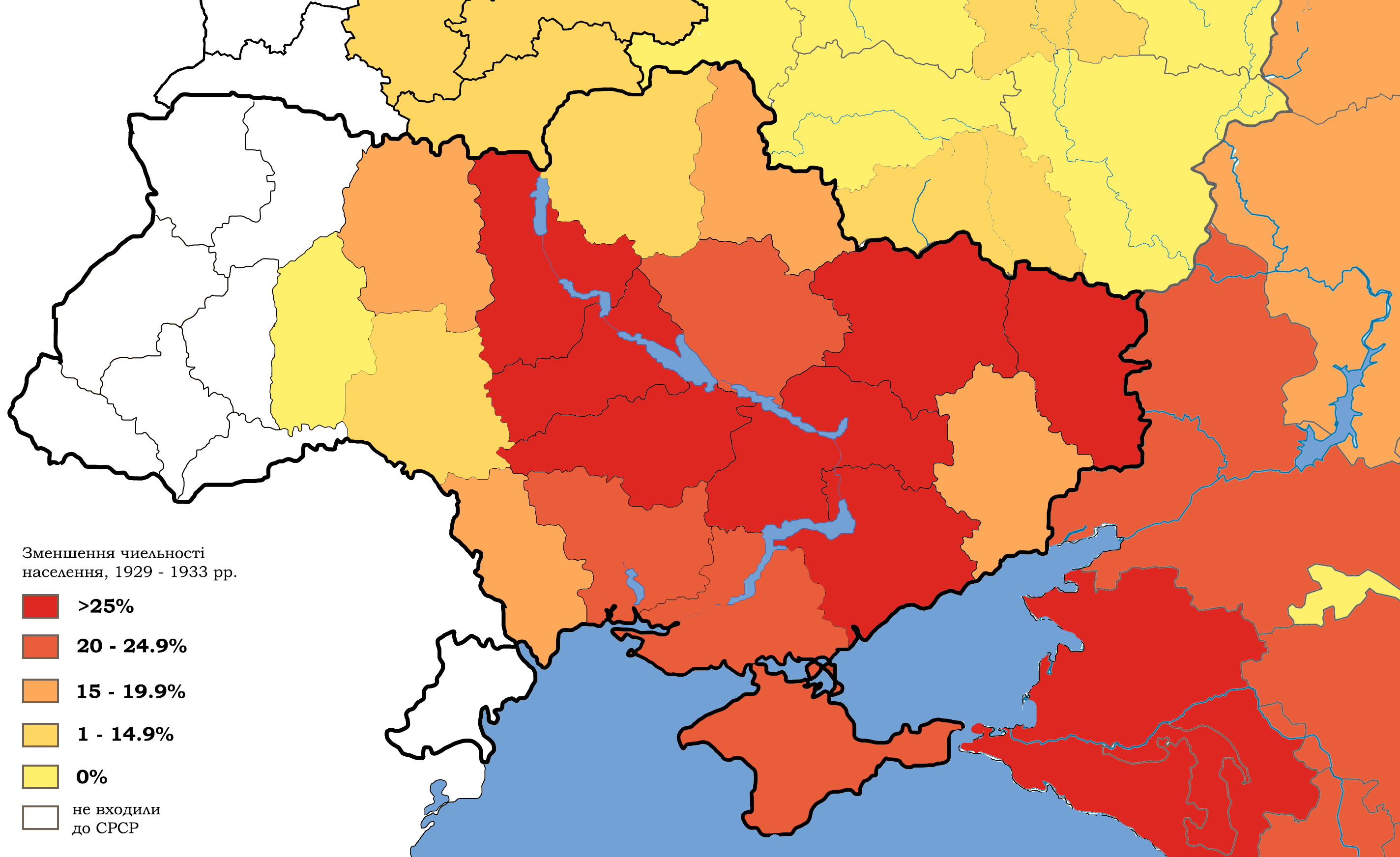
A lakosság számának csökkenése (%-ban) 1929-1933 között Ukrajnában és DNy-Szovjetunióban

A sztálini vezetés egyik legnagyobb bűne az ukrán nép ellen a mesterségesen okozott 1932–1933-as nagy éhínség volt. 
Előzménye a kolhozosítás volt, aminek következtében az ukrán parasztok nagyon elszegényedtek és képtelenek voltak annyi búzát beszolgáltatni az államnak, amennyit az követelt. Moszkvából Sztálin Molotovot Ukrajnába küldi, hogy még szigorúbb politikával még több búzát kényszerítsen ki a parasztoktól. Ennek következtében kezdődik a hatalmas éhség Ukrajnában. A falvakban a gabonát a katonaság és belügyi csapatok bevetésével gyűjtik össze. Az éhség következtében 7-8 millió ember pusztul el, egyes helyeken még kannibalizmusra is volt példa.
Az 1920-as évek kulturális pezsgését, amit az ukránosítás okozott az 1930-as években a terror, a tömeges megtorlások váltják fel. Sok költőt, írót, művészt kivégeznek. Ezért a korszak a „kivégzett újjászületés” nevet kapta. 1933-ban az Ukrán Kommunista Párt vezetője Posztisev lesz, aki az ukrán kultúra és az ukrán nép esküdt ellensége volt. Tevékenysége idején tartóztatják le Hrusevszkijt. 1933-ban több más neves ukrán irodalmárt tartóztatnak le, végeznek ki: Mihajlo Jalovij, O. Doszvitnij, Osztap Visnya, G. Koszinka, M. Zerov, M. Hvilovij pedig öngyilkos lett. A terrort túlélő költőknek és íróknak műveikben a pártot, Sztálint, és a kommunizmust kellett dicsőíteniük.
Az ukrán alkotóművészek szintén üldözéseknek voltak kitéve, amit nagy többségük nem élt túl. Jelentős alkotások születtek ekkor Olekszandr Dovzsenko filmrendezőtől, Mihajlo Bojcsuk festőtől, és jelentős eseménynek számított 1935-ben Tarasz Sevcsenko szobrának a felavatása.
A bolsevikok ateista politikája az 1920-as években az egyház és a vallás ellen irányult. Támogatták az ukrán autokefál ortodox egyház létrejöttét, hogy gyengítsék az orosz ortodox egyházat. A két egyház szinte egymással harcolt az ukrajnai hívekért. Az egyházon belül kialakult az újítók irányzata, akik hajlandók voltak együttműködni a hatalommal. 1928-ban törvényt hoznak az egyházról, melyben erősen korlátozzák jogaikat. Pusztítják a templomokat, börtönbe zárják a papokat. 1935-re az egyházi vagyon 9%-a marad csak meg, és az 1933–1937-es éveket a „vallás elpusztítása ötéves tervének” nevezték el.
Később kegyetlen üldözéseknek lett kitéve az ukrán autokefál ortodox egyház is. 1930-ban az egyház kénytelen volt bejelenteni feloszlását. A papokat, a főpapokat, köztük V. Lipickij, M. Boreckij, I. Pavlovszkij metropolitát letartóztatták. Az 1930-as évek végére egy olyan egyházközösség sem maradt, ahol ukrán nyelven folyt az istentisztelet. A kultikus épületek nagy többségét lerombolták, átalakították raktárrá, múzeummá, mozivá, bolondok házává, börtönné. A hívő emberek az államon belül nem voltak egyenrangúak, hanem másodrangú polgároknak számítottak.

### Ukrajna a II. világháború idején
Az 1939. augusztus 23-án megkötött Molotov–Ribbentrop-paktum, a szovjet–német megnemtámadási szerződés titkos része értelmében Nyugat-Ukrajna területének a Szovjetunióhoz kellett kerülnie Lengyelországtól. Így 1939. szeptember 17-én a Timosenko által vezetett szovjet Vörös Hadsereg csapatai behatoltak Kelet-Galíciába és Nyugat-Belorussziába, hátba támadva a németek ellen harcoló lengyeleket. Szeptember 22-én a szovjet csapatok elfoglalják Lemberget, szeptember 27-én a németek elfoglalják Varsót. Szeptember 28-án a németek és a szovjetek kijelölik az új határokat. 1939. október 26–28-án Lembergben a Szovjetunió Legfelsőbb Tanácsa kimondja, hogy Nyugat-Ukrajnát (a rivnei, tarnopoli, sztanyiszlávi, drohobicsi, lembergi és volinyi területet) a Szovjetunióhoz csatolják. Ezt november 13–15-én az Ukrán Legfelsőbb Tanács is jóváhagyja.
1939-ben a szovjetek minden nyugat-ukrán pártot, szervezetet betiltanak, sokakat börtönbe, koncentrációs táborba zárnak. Kollektivizálják a földeket, hozzákezdenek a kolhozok megszervezéséhez, a parasztoktól elvesznek mindent. A ,,szovjetesítésnek" 1941-ben a német hadsereg támadása vetett véget.
1940 júniusában a szovjet vezetés követeli, hogy Románia adja át Besszarábiát és Észak-Bukovina területét a Szovjetuniónak. A románok, mivel senkitől nem várhattak segítséget teljesítik az ultimátumot.
1941. június 22.-én – a „Barbarossa-terv” alapján – a náci Németország megtámadja a Szovjetuniót. A németek három irányból támadnak: északról von Leeb tábornagy Leningrád ellen, középen von Bock tábornok Moszkva ellen, délről von Rudstedt tábornok támadott. A németekkel együtt Románia, Olaszország, Finnország és Magyarország is háborúba lép a Szovjetunió ellen. A támadás során a szovjeteknél káosz uralkodott, a szovjet központi katonai vezetés kudarca és az elégtelen katonai felszerelés miatt a Vörös Hadsereget kezdetben sorozatos vereségek érték. 1941 júliusára a német csapatok elérték a Dnyepert.
1941. június 30. – Állami Védelmi Bizottság (DKO) létrejötte. Megkezdődött az ipar kitelepítése Ukrajna területéről. Több mint 550 vállalatot, kolhozok, gép- és traktorállomás, egyéb intézmények vagyonát menekítették ki Szibériába, Kazahsztánba és más orosz területekre. A háború főbb eseményei Ukrajnában:
1941. július 11.–szeptember 19. – Kijev ostroma
1941. augusztus 5.–október 16. – Odessza ostroma
1941. augusztus 1–7. – umányi katlancsata
1941. október 30.–1942. július 4. – Szevasztopol ostroma,
1941 végéig szinte az egész Ukrajna német megszállás alá kerül.
1941. október 2.–december 6. – a moszkvai csata – az első német vereség, a szovjet ellentámadás azonban kudarcba fullad minden fronton.
1942 júniusában a németek – miután visszavertek minden szovjet ellentámadást – ismét támadni kezdtek. 1942. augusztus 22-én elfoglalják Szverdlovszkot és ezzel egész Ukrajna ismét német megszállás alá kerül.
A németek az elfoglalt ukrán területeket 3 részre osztják fel:
- Ukrán Birodalmi Kormányzóság – Ukrajna központi területei tartoznak ide;
- Galícia Körzet – a Lengyel Főkormányzóság részét alkotja Nyugat-Ukrajnával;
- frontövezet – Kelet-Ukrajna területe, katonai közigazgatással, Bukovina, Dél-Besszarábia Romániához kerül.

Az elfoglalt területeken megkezdődik a nácizmus kiépítése: német közigazgatást vezetnek be, a hivatalos nyelv a német lesz. Kezdetben a németek igyekeztek a maguk oldalára állítani a helyi lakosságot a szovjet rendszer kritizálásával, de rövid idő után hozzákezdenek a német rendszer kiépítéséhez. Azokat az ukránokat alkalmazzák, akik tudtak németül, vagy támogatták őket. Sok helyre nem mehettek be az ukránok (ahova ki volt téve a CSAK NÉMETEKNEK tábla). Megkezdték Ukrajna gyarmatosítását. Aki nem támogatta a német rendszert azt kivégezték, koncentrációs táborba zárták; megkezdődik a zsidók üldözése is, 150 koncentrációs tábor volt Ukrajna területén. Idővel a földet bár német tulajdonná nyilvánították, a kolhozrendszert nem szüntették meg hanem alkalmazták azt. 12-14 órás munkanapokat vezettek be, minimális munkabért adtak. Az országba német telepeseket telepítenek be. Az ukránság egy része felszabadítóként fogadta a németeket, de miután rájöttek, hogy ugyanolyan politikát folytatnak mint a szovjetek, elfordultak tőlük.
Az antifasiszta mozgalomnak két irányzata alakult ki:
- ukrán nacionalisták irányzata – 1942. október 14-én létrejött az Ukrán Felkelő Hadsereg (UFH), melyet az UNSZ hozott létre. Polisszja, Jobbparti Ukrajna és Voliny területén harcoltak a német megszállók ellen (és a kommunista partizánok ellen is);
- kommunista irányzat – a kommunisták földalatti pártbizottságokat hoztak létre.

A partizán mozgalom 1943-ban érte el csúcspontját. Leghíresebb partizánvezérek: Kafpak, Fjodorov, Naumov, Szaburov.
A sztálingrádi csata után fordulat állt be a háború menetében, ettől kezdve a német hadsereget fokozatosan kiszorították az elfoglalt területekről.
1943. július 5–12 között a kurszki csatában a németek súlyos vereséget szenvedtek, és megnyílt az út Ukrajna felszabadításához. Augusztus 5-én a szovjet csapatok elfoglalták Belgorodot, ezzel lényegében utat nyitottak Harkov és a Dnyeper felé. Manstein javaslatára Hitler engedélyezte a német csapatok visszavonulását az ú.n. Keleti Falhoz. Ennek az erődvonalnak a kiépítésére azonban már nem volt idő. A szovjet hadsereg augusztus 23-án – ekkor már végleg – visszafoglalta Harkovot, szeptember közepén elérte a Dnyepert és több ponton át is kelt rajta. 1944 elején a Szovjetunió a második világháború befejező szakaszába lépett: az ország teljes felszabadítása lett a feladat. 1944.januárjában az I. Ukrán Front csapatai felszabadították Zsitomirt, Luckot, Rivnét. 1944.márciusában a II. Ukrán Front csapatai felszabadították Vinnicát, Csernyivcit, március 2-án elérték a román határt. A III. és IV. Ukrán Front csapatai Dél-Ukrajnát foglalták vissza a németektől (Herszon, Mikolajiv, Odessza). 1944. júliusában az I. Ukrán Front csapatai felszabadították Lemberget és Sztanyiszlávot. 1944. október 14-ére Ukrajna teljes területét felszabadította a Vörös Hadsereg.
A szovjet Vörös Hadsereg 1944. október 2-án érte el Kárpátalja első települését, Verbiást (Volóci járás). Nagyobb harcok csak a Kárpátok gerincén létrehozott Árpád-vonal mentén volt. A szovjet csapatok csak akkor tudták elfoglalni a védelmi rendszert, amikor a magyar csapatok visszavonulási parancsot kaptak. Október 26-án foglalják el Ungvárt a szovjetek. A város „felszabadulásával” kapcsolatosan Sztálin aláírásával ünnepi napiparancsot adnak ki, mely katonailag fontos hídfőállás elfoglalásáról tesz említést. Csapot a magyar – német hadsereg 1944. november 23-áig védelmezte a szovjet Vörös Hadsereggel szemben közel egy hónapos véres harccal.

### Ukrajna 1945–1991 között
1945. február 4–11. között Ukrajnában került megrendezésre a szövetséges nagyhatalmak vezetői között a második világháború utáni területrendezés egyik találkozója, a jaltai konferencia. A háború lezártával Lengyelország délkeleti, ukránok lakta része és Kárpátalja is az Ukrán SZSZK-hoz került, illetve 1954-ben az Oroszországi SZSZSZK-tól hozzá csatolták a Krím félszigetet.
1986. április 26-án hajnali 1 óra 23 perckor a Pripjaty folyó mellett fekvő Csernobilban bekövetkezett a történelem legnagyobb atomkatasztrófája. Ennek következményeképp a Kijevtől északra található vidékek, Fehéroroszország déli területei, valamint az oroszországi Brjanszk környéke sugárszennyezetté vált, az erőmű körül kialakított 30 km-es zóna lakóit evakuálták.
Csernobil és környéke a mai napig sugárszennyezett maradt.

## A független Ukrajna
Ukrajna 1991. augusztus 24-én kiáltotta ki függetlenségét, amelyet egy december 1-jén megtartott választáson az ukránok többsége támogatott. Az országban azóta többpártrendszer működik. Még ugyanebben az évben kisebb konfliktus alakult ki Ukrajna és Oroszország között a Krím hovatartozásáról. 1994-ben Bill Clinton amerikai és Leonyid Kravcsuk ukrán elnök egyezményt kötött Ukrajna nukleáris fegyvereinek leszereléséről. Ugyanebben az évben Ukrajna, Oroszország, az Egyesült Államok és Nagy-Britannia aláírták a budapesti egyezményt az ország területi integritásának védelméről.
2004-ben Leonyid Kucsma elnök bejelentette, hogy nem indul az elnökválasztásokon. Két jelölt mérkőzött meg, Viktor Janukovics, aki mind Kucsma, mind Oroszország támogatását maga mögött tudhatta, illetve Viktor Juscsenko, aki a nyugatra nyitás politikáját tartotta szem előtt. A lezajlott választásokon a hivatalos eredmények szerint parányi többséggel Viktor Janukovics győzött, ám az ellenzék hívei tüntetésekbe kezdtek Kijev utcáin, új választásokat követelve, a keleti régiókban történt választási csalásokra és megfélemlítésekre hivatkozva. Ez volt a narancsos forradalom. Az alkotmánybíróság végül megsemmisítette a választási eredményeket. A győztes forradalmat követően a nyugati orientáltságú Viktor Juscsenko vált Ukrajna elnökévé.

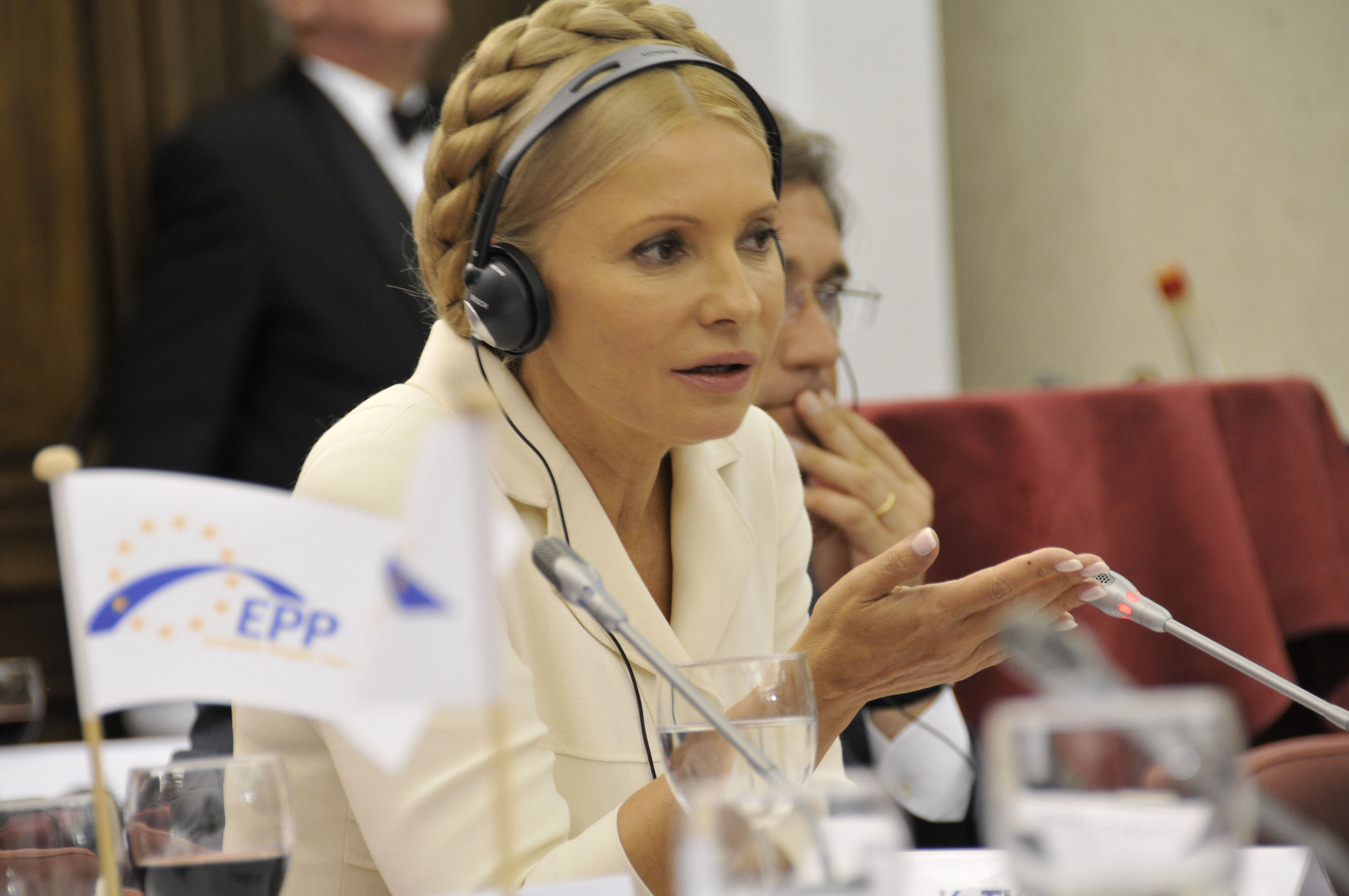
A narancsos forradalom egyik vezetője, Julija Timosenko

Viktor Janukovics 2006-ban, négy hónapos politikai válság után lett Ukrajna miniszterelnöke, de csak rövid ideig maradt a posztján, miután a 2007-es választásokat ismét a narancsos forradalmat vezető pártok nyerték, és így Julija Timosenko alakíthatott kormányt. Viktor Janukovics a Régiók Pártjának színeiben 2010-ben a szavazatok több mint 48 százalékával megnyerte az ukrán elnökválasztást, majd röviddel ezután Mikola Azarovot nevezte ki miniszterelnöknek. 2011. augusztus 5-én Julija Timosenkót letartóztatták hivatali hatalommal való visszaélés miatt és bíróság elé állították. A bíróság október 11-én 7 év börtönre ítélte a 2009-es orosz-ukrán gázvitát lezáró, Vlagyimir Putyinnal kötött szerződés miatt.
2011. szeptember 20-án a parlament elfogadta a téli időszámítás eltörlését. Emiatt az ország területen az UTC-hoz képest +3 óra lett az eltérés, amelynek az elnevezése Kijevi időzóna. A nyugati megyék tiltakozása miatt a döntést október 18-án visszavonták.

### 2014-es forradalom

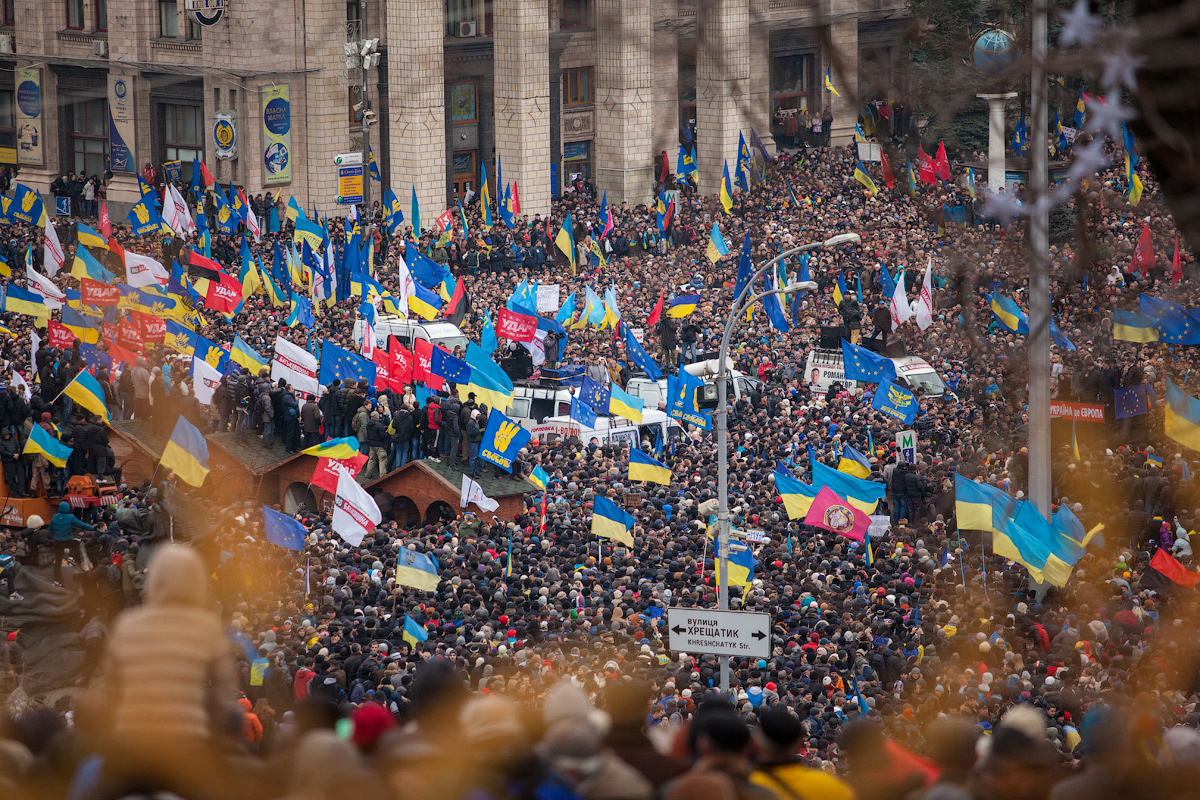
Az Euromajdan tüntetés Kijevben 2013. december 1-jén

2013 novemberében tüntetések kezdődtek Kijev főterén, a Majdanon, az Euromajdan ellenzéki társulás szervezésében. A tüntetések kiváltó oka az volt, hogy az euro-atlanti integrációból, konkrétan az EU társulási szerződéstől az elnök, Janukovics visszatáncolt, mikor egy kedvező ajánlatot kapott Putyintól.
A tüntetés kitartóan tovább folyt, amíg 2014. február közepén a tüntetők és a rendfenntartó erők közötti véres összecsapásokká nem eszkalálódott.
2014. február 18-án az összecsapásoknak már 20 halálos áldozata volt. Ez február 21. reggelére már 80-ra nőtt. Arról, hogy ki is kezdte az összecsapásokat, a különböző források mást és mást állítanak. A rendőrség csak napok elteltével kapott engedélyt éles lőszer használatára, önvédelemhez. Egy harmadik oldal is hozzátett az eseményekhez, ugyanis mindkét oldalról megerősített hírek alapján orvlövészek, akik az oroszbarát krími autonóm terület belügyi osztagához tartoztak, lőtték a téren lévőket. Többek között egy vöröskeresztes önkéntest is nyakon lőttek.

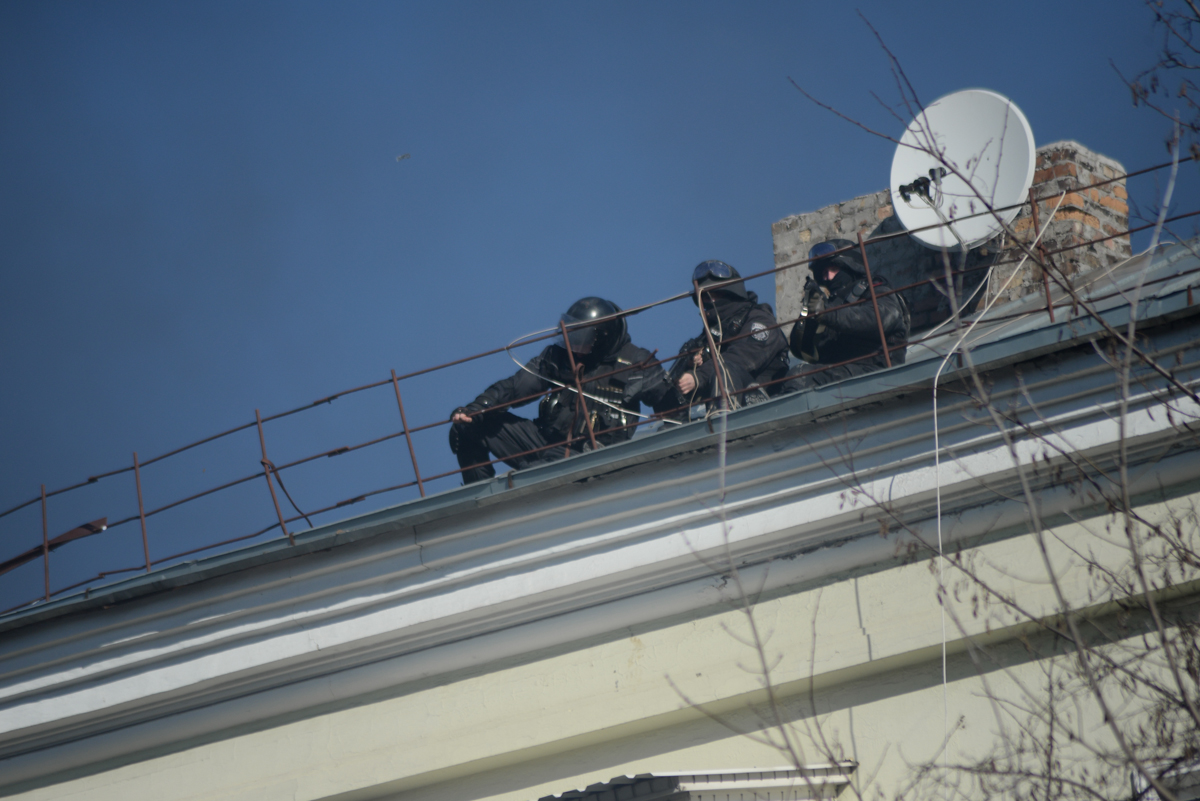
Mesterlövészek a háztetőn Kijevben 2014. február 18-án

A tüntetések Nyugat-Ukrajna több városára is átterjedtek. Több városban, köztük a kárpátaljai Ungváron is békés hatalomátvétel történt. Az erőszak nemzetközi visszhangot váltott ki és három EU-s külügyminiszter érkezett Kijevbe, hogy közvetítsenek az Euromajdan ellenzéki vezetői és Janukovics között. Ennek eredménye egy egyezmény lett, melyet február 21. péntek délután írtak alá. Ennek értelmében többek között előrehozott elnökválasztást tartanak még 2014-ben, és 48 órán belül visszaállítják a narancsos forradalom után született 2004-es, az elnöki jogköröket korlátozó alkotmányt. A megállapodást mind Janukovics, mind az ellenzéki vezetők, mind a három EU-s külügyminiszter aláírta. A tárgyalásokon részt vevő orosz küldött azonban nem írta alá.
Míg a nyugati és ukrajnai vezetők valamelyest megkönnyebbültek, az oroszok fenntartással fogadták az egyezményt. Ugyanakkor az Euromajdan tüntetői továbbra is a téren maradtak, és nem fogadták el az egyezményt. Janukovics azonnali lemondását követelték, és a halálos áldozatokkal járó összecsapások felelőseinek bírôság elé állítását. Janukovics Régiók Pártja nevű kormányon lévő pártjából egyre léptek ki a képviselők. Egyesek közülük azt hangoztatták, hogy Janukovics gyenge kezű volt, és meghajlott a tüntetők követelése előtt. Janukovics az éjszaka során elhagyta az elnöki birtokot, és testőreivel ismeretlen helyre távozott. Másnap reggel, február 22-én a parlament bizalmatlansági szavazás után felmentette Janukovicsot, majd elfogadott egy új törvényt, melynek értelmében kiengedték a börtönéből Julija Timosenkót is. Janukovics egy nyilvánosságra került korábbi felvételen még arról beszélt, hogy „banditák terrorizálják Ukrajnát”. Később kiderült, hogy a fellegvárának számító Harkivbe ment egy konferenciára. Azt követően, hogy a parlament megvonta tőle a bizalmat, megpróbálta légi úton elhagyni az országot, amit a határőrség megakadályozott. Végül egy kis testőri különítmény társaságában Krímen keresztül Oroszországba utazott, ahol Rosztov-na-Donuban tartott sajtótájékoztatót február 28-án. A Kijevben történteket puccsnak nyilvánította, az ellenzéket felszólította a február 21-i megállapodás betartására, és a békés rendezés mellett foglalt állást.

### Krími válság
2014. február 26-án Putyin rendkívüli katonai gyakorlatot rendelt el az orosz hadsereg harckészültségének ellenőrzésére az Ukrajnával határos területeken. Majd Oroszország megindította a Krím félsziget megszállását az ott élő orosz kisebbség érdekeinek biztosítási ürügyén (a Krím népességének közel 60%-a orosz nemzetiségű, sokuk orosz állampolgársággal is rendelkezik). Az indokláshoz tartozott továbbá, hogy Szevasztopolban található az orosz fekete-tengeri flotta bázisa, mely stratégiailag létfontosságú az oroszok számára, és a biztonságának védelmére fenntartják a jogot. Bár a 2010-ben meghosszabbított bérleti szerződés 2047-ig biztosítja a jelenlétüket és a bázis használati jogát, Ukrajna euró-atlanti integrációja nyilvánvaló problémát jelenthet, amennyiben a Krím ukrán fennhatóság alatt marad. 2014. március 1-jén Putyin felhatalmazást kért az orosz parlamenttől a katonai beavatkozásra Ukrajnában, amelyet a parlament egyhangúlag elfogadott. A megszállást Moszkva eleinte nem vállalta nyíltan, jelzés nélküli egyenruhás fegyveresek foglalták el a félsziget fontos stratégiai objektumait. Ennek ellenére, a világsajtóban megjelent hírek szerint voltak rá példák, hogy az oroszok hivatalosan is elismerték a saját csapataik által végzett manővereket. A fegyveresek között az FSZB titkos ügynökei is tevékenykedtek. 2014. március 2-án az ukrán flotta visszavonult a Krímből. Az ENSZ Biztonsági Tanácsának 2014. március 3-i ülésén is Oroszország ragaszkodott ahhoz, hogy nincsenek bizonyítékok a katonai megszállásra, ugyanakkor elismerte, hogy Viktor Janukovics megbuktatott ukrán elnök kérte arra Vlagyimir Putyint, hogy avatkozzon be Ukrajnában. Sokak szerint ez a lépés Vlagyimir Putyin birodalmi törekvéseinek realizációja, melyet hosszas titkosszolgálati előkészítés előzött meg. Egyes híresztelések szerint Oroszország ultimátumot adott a Krímben állomásozó ukrán csapatoknak a visszavonulásra/átállásra, amit azonban az orosz Védelmi Minisztérium cáfolt. Tény azonban, hogy nagy az orosz katonai jelenlét a Krím félszigeten, a legtöbb katonai és logisztikai stratégiai pontot március 3-ra az ellenőrzésük alá vonták.
Az euró-atlanti világ vezető politikusai – úgymint Barack Obama amerikai elnök és David Cameron brit kormányfő – neheztelésüket fejezték ki az orosz lépéssel kapcsolatban, és az Ukrajna biztonságát szavatoló 1994-es budapesti egyezmény megsértésének tekintik. Konkrét lépésre azonban nem szánták el magukat március 3-ig, hacsak nem tekintjük annak azt, hogy Lengyelország a NATO alapszerződésének 4. cikkelye alapján kezdeményezte a tagországok nagyköveteinek összehívását. A helyzet komplikáltsága, hogy Krímben jelenleg egy rendkívül oroszbarát kormány regnál, amely kezdeményezte a moszkvai időszámításra való átállást, és sokak szerint a krími oroszok várják az anyaország felszabadító lépéseit, míg a krími tatárok – akik évszázados konfliktus-emlékeket őriznek – már csomagolnak, hisz véleményük szerint az orosz féltől nem sok jóra számíthatnak.
José Manuel Barosso, az Európai Bizottság elnöke rövid időn belüli EU-csúcs összehívását jelentette be Ukrajna ügyében, amelynek feladata egy pénzügyi mentőcsomag összeállítása a bajbajutott ország részére. Sokak szerint Ukrajna azonnali/mihamarabbi EU- és NATO-csatlakozása lenne a megoldás mind a gazdasági, mind a területi integritását fenyegető veszélyekre.

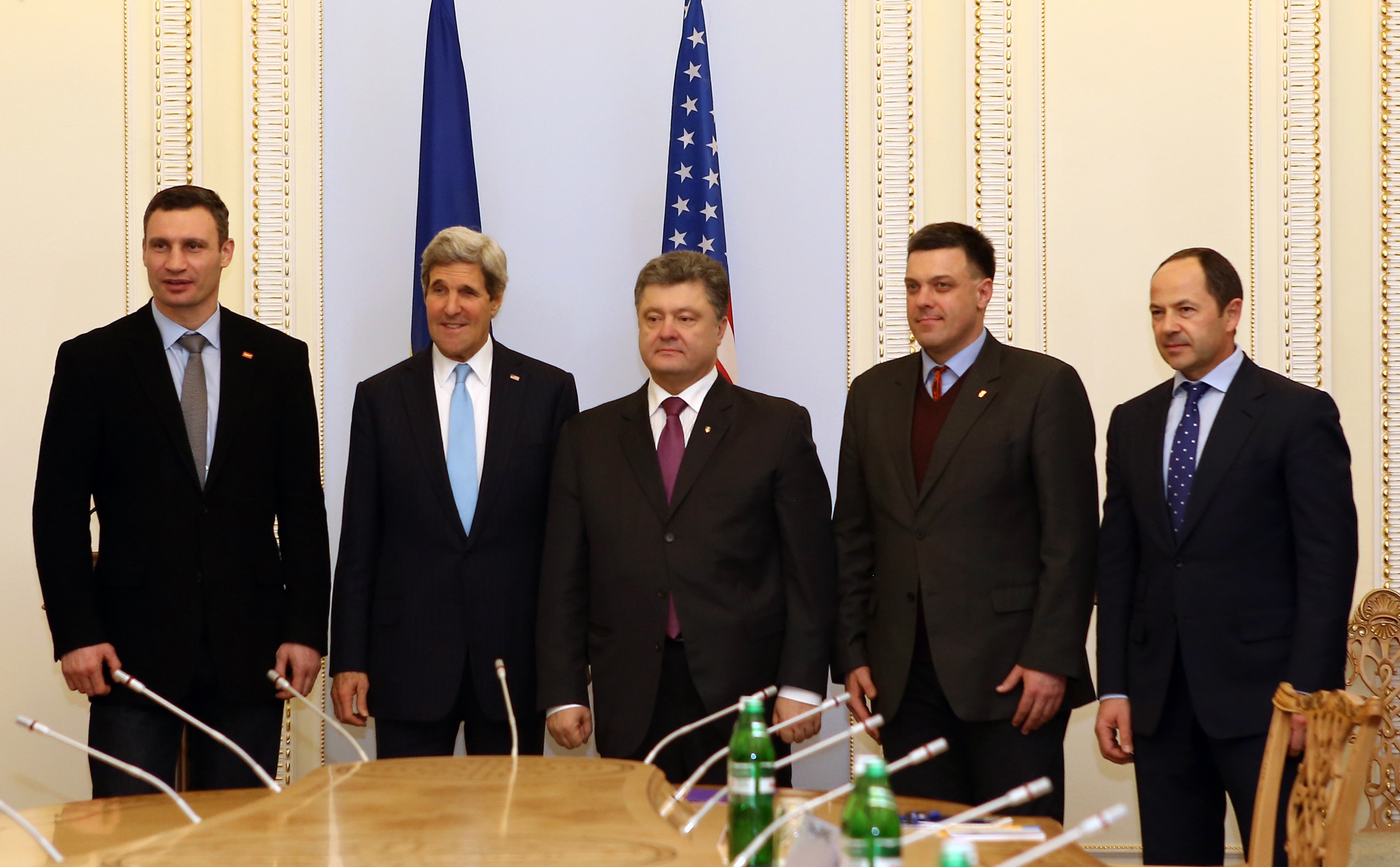
Az USA külügyminisztere, John Kerry ukrán parlamenti képviselőkkel Kijevben 2014. március 4-én

2014. március 4. reggelére Ukrajna harkivi, luhanszki és a donecki területek keleti határai mentén is orosz mozgósításokról jelentett az ukrán határőrség. A nap folyamán azonban Putyin utasítást adott ki a február 26-án kezdett katonai gyakorlatok befejezésére. Az Egyesült Államok külügyminisztere, John Kerry megérkezett Kijevbe, ahol a vezető politikusokkal egyeztetett. Az USA Moszkva elleni szankcióként felfüggesztette az Oroszországgal folytatott kereskedelmi és beruházási tárgyalásokat, valamint felfüggesztett mindennemű katonai együttműködést az oroszokkal. Másnap Kanada is ugyanígy tett, és a korábban (február 18-án) bezárt kijevi nagykövetségét továbbra sem nyitja meg. Március 5-én a NATO főtitkára bejelentette, hogy a szövetség számos együttműködési programot felfüggeszt Oroszországgal Ukrajna szuverenitásának megsértéséért.
Bár Putyin a 2014. március 4-i esti sajtótájékoztatóján tagadta az orosz haderők krími jelenlétét, Szergej Lavrov, orosz külügyminiszter másnap Madridban elismerte, hogy a fekete-tengeri orosz flotta tett néhány intézkedést, hogy megakadályozza a vérontást a Krímben, azonban a félszigeten jelenlévő fegyvereseket nem áll módjukban visszarendelni, minthogy nincsenek orosz fennhatóság alatt. Az tény, hogy a félszigeten továbbra is számos oroszbarát fegyveres szerveződés aktív, pl. az Orosz Motorosok nevű szervezet, akik valóban nem állnak a Kreml közvetlen irányítása alatt. Az ENSZ különmegbízottját is ilyen fegyveresek kényszerítették a Krím elhagyására mindössze pár órával azután, hogy március 5-én megérkezett Szimferopolba.
Március 5-én a sajtóban már megjelentek az első hírek a krízis megoldásáról. Andrij Descsica ukrán külügyminiszter kijelentette, hogy valószínűtlen a krízis háborúvá eszkalálódása, Arszenyij Jacenyuk ukrán miniszterelnök pedig bejelentette, hogy Krím nagyobb autonómiát kaphat. Ugyanakkor Lavrov nem jelent meg a találkozón, amelyet a budapesti egyezmény aláírói közötti párbeszéd megindítására szerveztek a párizsi amerikai nagykövetségen. Az orosz külügyminiszter azonban a délután folyamán asztalhoz ült amerikai kollégájával, amely az első ilyen hivatalos egyeztetés volt a krízis kezdete óta.
A legnagyobb probléma ugyanakkor a fenyegető ukrán államcsőd. Az ukrán kormány szerint 35 milliárd dollárra van szükség az elkövetkező két évben ennek elkerüléséhez. Janukovics leváltása előtt 15 milliárd dolláros kötvényvásárlásra kapott ígéretet az oroszoktól, amelyet Moszkva azonban felfüggesztett, miután az elnököt leváltották. Az euró-atlanti országok azonnal hangsúlyozni kezdték Ukrajna pénzügyi kisegítésének fontosságát az IMF és az EU együttműködésével. 2014. március 4-én az IMF Kijevbe érkezett küldöttei megkezdték a tárgyalásokat, az EU pedig felvetette, hogy kifizeti Ukrajna a Gazprom orosz állami gázszolgáltató felé fennálló tartozását. Az ukrán parlament elfogadta az EU 610 milliós kölcsönajánlatát. Majd 2014. március 5-én Barroso bejelentette, hogy az EU 11 milliárd dollár pénzügyi támogatást nyújtana Ukrajnának. Oroszország viszont a saját érdekszférájában szeretné látni Ukrajnát, és szintén március 5-én Putyin is felszólította az orosz-fehérorosz-kazah vámuniós tagállamokat Ukrajna válságból való kisegítésére.
2014. március 6-án a krími parlament elvi döntést hozott a Krími Autonóm Köztársaság Oroszországhoz csatlakozásáról, és március 16-án népszavazást szándékoznak tartani erről. Öt nappal a választások előtt a szimferopoli parlament (mivel a választás eredmény már előre nyilvánvaló) kihirdette a Krími Köztársaság megalakulását. A krími tatárok szerint ez őrültség, mivel nincs is ezt lehetővé tevő törvény. Arszenyij Jacenyuk ukrán miniszterelnök közölte, hogy ez alkotmányellenes. Az Európai Tanács szintén március 6-án rendkívüli ülést tartott, melynek határozata további szankciókat helyezett kilátásba Oroszország ellen. A csúcs után Herman Van Rompuy az Európai Tanács elnöke szintén közölte, hogy a csatlakozásra vonatkozó népszavazási kezdeményezés alkotmányellenes, és minden jogalapot nélkülöz. Az orosz parlament egyes képviselő szerint gyorsított eljárásban bírálhatnák el a Krím csatlakozási kérelmét.
Közben hírek láttak napvilágot arról, hogy Janukovics szívinfarktust kapott, és meghalt. Annyi biztos, hogy a rosztovi sajtótájékoztatója óta nem volt nyilvánosság előtt. Putyin azt állította, hogy március 2-án látta utoljára.
Március 16-án sor került a nemrég függetlenné vált Krímben, az orosz fegyveres erők felvonulása közben a népszavazásra a félsziget hovatartozásáról. A népszavazás eredményét és lefolyását már most teljes mértékben kétségbe vonják a nyugati államok és az Európai Unió, illetőleg Magyarország sem ismerte el. A szavazáson leadott voksok 93%-a kiáll az Oroszországgal való egyesülés mellett, ezen eredmény tudatában szándékoznak kérni a krími orosz vezetők Moszkvától felvételüket az Oroszországi Föderációba. Ukrajna keleti részén is tovább mélyül az ellentét és sűrűsödnek az összetűzések az ukránok és az oroszok között, mivel utóbbiak a krími példa követését szorgalmazzák.
Március 18-án bejelentették a Krím egyesülését Oroszországgal, a helyzet ugyanakkor napról-napra súlyosabb és fegyveres konfliktus kezd kialakulóban lenni Ukrajna és Oroszország között. Március 21-ig tűzszünetben állapodott meg az orosz és ukrán hadügyminisztérium, eddig az időpontig az orosz fegyveres erők a Krímben állomásozó ukrán katonai egységeknek ultimátumot adtak, hogy hagyják el állomáshelyüket, vagy pedig álljanak át. Szimferopolban, a Krím székhelyén már sor került fegyveres összetűzésre.

### 2018-as szükségállapot
2018. november 25-én a Kercsi-szorosban az orosz FSZB őrhajóiról tüzet nyitottak három kisebb ukrán hajóra (két Hjurza-M típusú ágyús naszádra és egy vontatóhajóra), melyek Odesszából az ukrajnai Mariupol kikötővárosba tartottak. A hajókat elfoglalták és Kercsbe vontatták, a személyzet néhány tagja megsebesült. Orosz verzió szerint a hajók megsértették Oroszország határát, illetve felségvizeit, ezért a határőrség fegyvert használt. Az esetet követően ülésezett az Ukrán Nemzetbiztonsági és Védelmi Tanács (RNBOU), amely javaslatot tett a szükségállapot bevezetésére. Ez alapján november 26-án Petro Porosenko ukrán elnök – kizárólag védelmi céllal – rendeletet hozott a szükségállapot bevezetéséről. A parlament által jóváhagyott intézkedés november 26. 14:00-tól kezdve 30 napig, december 26. 14:00-ig érvényes, és csak az ország tíz közigazgatási egységére – az Odesszai, Mikolajivi, Herszoni, Zaporizzsjai, Luhanszki, Donecki, Szumi, Harkivi, Csernyihivi és Vinnicjai területre – terjed ki. Mindkét ország vezetése az ENSZ Biztonsági Tanácsának rendkívüli összehívását kezdeményezte, de az ügyről nem hoztak határozatot.

### 2020-as évek
Az orosz–ukrán krízis eszkalálódása során 2022. február 21-én Oroszország hivatalosan elismerte a kelet-ukrajnai szakadár donyecki és luganszki „népköztársaságokat” és „békefenntartónak” nevezett csapatokat küldött a területre.
2022. február 24-én hajnalban Oroszország megtámadta Ukrajnát.
2022-től az Európai Unió tagjelöltje.